# オグリキャップ
オグリキャップ（欧字名:Oguri Cap、1985年3月27日 - 2010年7月3日）は、日本の競走馬、種牡馬。
1987年5月に岐阜県の地方競馬・笠松競馬場でデビュー。8連勝、重賞5勝を含む12戦10勝を記録した後、1988年1月に中央競馬へ移籍し、重賞12勝（うちGI4勝）を記録した。1988年度のJRA賞最優秀4歳牡馬、1989年度のJRA賞特別賞、1990年度のJRA賞最優秀5歳以上牡馬および年度代表馬。1991年、JRA顕彰馬に選出。愛称は「オグリ」「芦毛の怪物」など多数。「スーパー・スター」と評された。
中央競馬時代はスーパークリーク、イナリワンの二頭とともに「平成三強」と総称され、自身と騎手である武豊の活躍を中心として起こった第二次競馬ブーム期において、第一次競馬ブームの立役者とされるハイセイコーに比肩するとも評される高い人気を得た。その人気は競馬ファンのみならず一般の大衆にも波及し、社会現象を巻き起こした。日本競馬史上において、特に人気を博した競走馬の一頭である。
競走馬引退後は北海道新冠町の優駿スタリオンステーションで種牡馬となったが、産駒から中央競馬の重賞優勝馬を出すことができず、2007年に種牡馬を引退。種牡馬引退後は同施設で功労馬として繋養されていたが、2010年7月3日に右後肢脛骨を骨折し、安楽死の処置が執られた。

## デビューまで

### 誕生に至る経緯
オグリキャップの母・ホワイトナルビーは競走馬時代に馬主の小栗孝一が所有し、笠松競馬場の調教師鷲見昌勇が管理した。ホワイトナルビーが繁殖牝馬となった後はその産駒の競走馬はいずれも小栗が所有し、鷲見が管理していた。
1984年のホワイトナルビーの交配相手には、小栗によると当初はトウショウボーイが種付けされる予定だったが、種付け予定に空きがなかったため断念した。そこで小栗の意向により、笠松競馬で優れた種牡馬成績を残していたダンシングキャップが選ばれた。鷲見はダンシングキャップの産駒に気性の荒い競走馬が多かったことを理由に反対したが、小栗は「ダンシングキャップ産駒は絶対によく走る」という確信と、ホワイトナルビーがこれまでに出産していた5頭の産駒が大人しい性格だったため大丈夫だろうと感じ、最終的に提案が実現した。
なお、オグリキャップは仔分けの馬で、出生後に小栗が稲葉牧場に対してセリ市に出した場合の想定額を支払うことで産駒の所有権を取得する取り決めがされていた。オグリキャップについて小栗が支払った額は250万円とも500万円ともされる。

### 誕生・生い立ち

#### 稲葉牧場時代
オグリキャップは1985年3月27日の深夜に誕生した。誕生時には右前脚が大きく外向しており、出生直後はなかなか自力で立ち上がることができず、牧場関係者が抱きかかえて初乳を飲ませた。これは競走馬としては大きなハンデキャップであり、稲葉牧場場長の稲葉不奈男は障害を抱えた仔馬が無事に成長するよう願いを込め血統名（幼名）を「ハツラツ」と名付けた。なお、ハツラツの右前脚の外向は稲葉が削蹄を行い矯正に努めた結果、成長するにつれて改善されていった。
ホワイトナルビーは乳の出があまり良くなく、加えて仔馬に授乳することを嫌がることもあったため、出生後しばらくのハツラツは痩せこけて見栄えのしない馬体だった。しかしハツラツは雑草もかまわず食べるなど食欲が旺盛で、2歳の秋ごろには他馬に見劣りしない馬体に成長した。気性面では前にほかの馬がいると追い越そうとするなど負けん気が強かった。

#### 美山育成牧場時代
1986年の10月、ハツラツは岐阜県山県郡美山町（現：山県市）にあった美山育成牧場に移り、3か月間馴致を施された。当時の美山育成牧場では、従業員の吉田謙治が1人で30頭あまりの馬の管理をしていたため全ての馬に手が行き届く状況ではなかったが、ハツラツは放牧地で1頭だけで離れて過ごすことが多かったため吉田の目を引き、調教を施されることが多かった。
当時のハツラツの印象について吉田は、賢くて大人しく人懐っこい馬だったが、調教時には人間を振り落とそうとして跳ねるなど勝負を挑んでくることもあり、調教というよりも一緒に遊ぶ感覚だったと語っている。また、ハツラツは育成牧場にいた馬のなかでは3、4番手の地位にあり、他の馬とけんかをすることはなかったという。食欲は稲葉牧場にいた頃と変わらず旺盛で、その点に惹かれた馬主が鷲見に購入の申し込みをするほどであった。

## 競走馬時代

### 笠松競馬時代

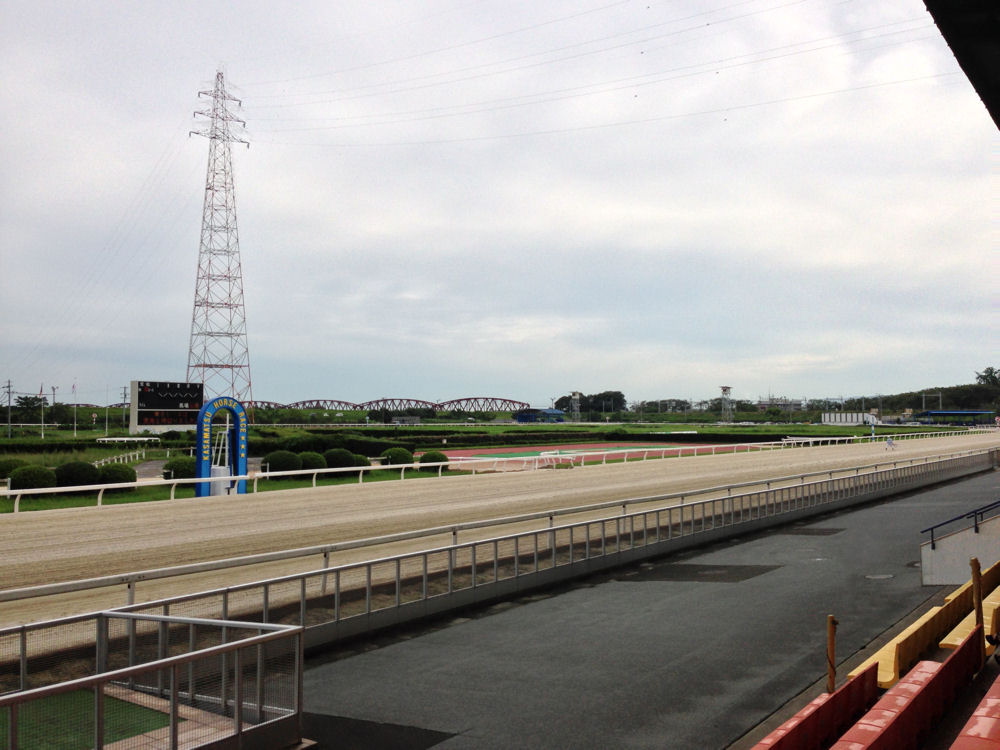
笠松競馬場

#### 競走内容
1987年1月28日に笠松競馬場の鷲見昌勇厩舎に入厩。登録馬名は「オグリキヤツプ」。
ダート800mで行われた能力試験を51.8秒で走り合格した。
5月19日のデビュー戦では能力試験で記録したタイムが評価されて2番人気に支持されたが、スタートで出遅れ、3コーナーで他馬に大きく外に振られる不利を受け、最後の直線でマーチトウショウにクビ差で追い込んだものの2着に敗れた。しかし調教師の鷲見はオグリキャップの走りが速い馬によく見られる重心の低い走りであることと、その後2連勝から実戦経験を積めば速くなる馬と考え、短いときは2週間間隔でレースに起用した。マーチトウショウ不在の中で1番人気となったデビュー2戦目では、デビュー戦と同じくスタートこそ出遅れたものの、第3コーナーから第4コーナーで最後方から差し切り、初勝利を挙げた。その後デビュー4戦目で再びマーチトウショウの2着に敗れたものの、5戦目でマーチトウショウを降して優勝して以降は重賞5勝を含む8連勝を達成した。ハナ差で勝利した7戦目のジュニアクラウン以外の全てのレースで2着を2馬身以上引き離して勝利し、4歳初戦のゴールドジュニアを勝利して「笠松には凄い大物がいるらしい」という評判が立つようになった。
前述のようにオグリキャップはデビュー戦と4戦目の2度にわたってマーチトウショウに敗れている。敗れたのはいずれもダート800mのレースで、短距離戦では大きな不利に繋がるとされる出遅れをした。一方オグリキャップに勝ったレースでマーチトウショウに騎乗していた原隆男によると、オグリキャップがエンジンのかかりが遅い馬であったのに対し、マーチトウショウは「一瞬の脚が武器のような馬で、短い距離が合っていた」という。マーチトウショウに敗れた2戦はいずれも追い込んだが届かずといった内容で距離不足が理由だったため、「オグリは特急、他の馬は鈍行。出遅れがちょうどいいハンデ」と言われた。
また、オグリキャップの厩務員は4戦目と5戦目の間の時期に三浦裕一から川瀬友光に交代しているが、川瀬が引き継いだ当初、オグリキャップの蹄は蹄叉腐乱を起こしていた。オグリキャップは痛む蹄をほじられることを嫌がって脚を上げることも拒み続け、その後も立ち上がって暴れたりしたが、川瀬が蹄を掃除し、薬を付けて内側を焼いて3日ほどで完治した。川瀬は、引き継ぐ前のオグリキャップは蹄叉腐乱が原因で競走能力が十分に発揮できる状態ではなかったと推測している。
なお、マーチトウショウは1989年に中央競馬へ移籍したが勝利を挙げられず、その後、笠松へ戻って1戦に出走した後高知競馬へ移籍した。

### 佐橋五十雄への売却と中央競馬への移籍
1988年1月、馬主の小栗はオグリキャップを2000万円で佐橋五十雄に売却し、佐橋は中央競馬への移籍を決定した。

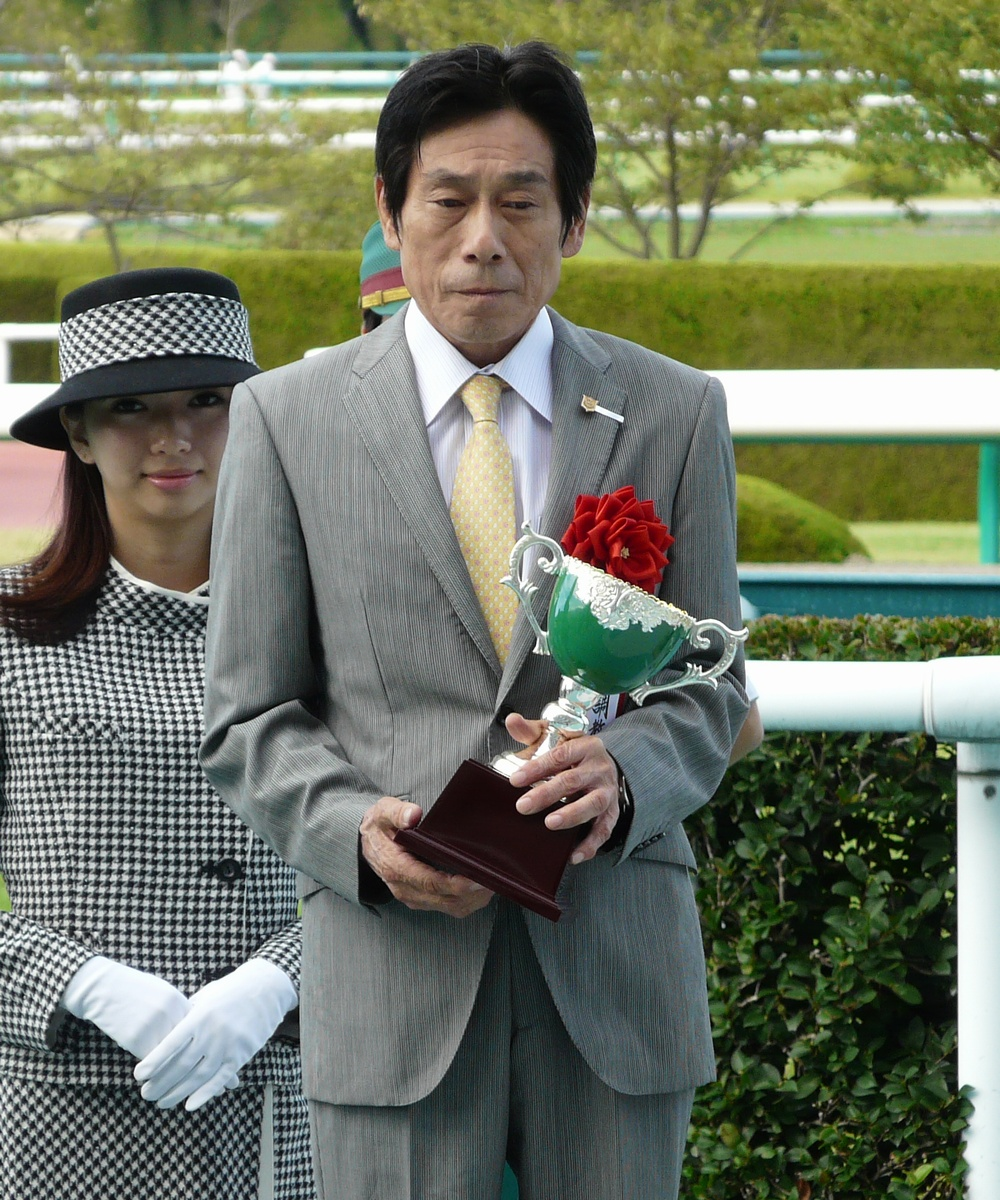
河内洋（2011年）

オグリキャップが活躍を続けるなかで同馬を購入したいという申し込みは多数あり、特に中京競馬場の芝コースで行われた8戦目の中京盃を優勝して以降は申込みが殺到した。また、小栗に対してオグリキャップの中央移籍を勧める声も出た。しかしオグリキャップに関する小栗の意向はあくまでも笠松競馬での活躍にあり、また所有する競走馬は決して手放さないという信条を持っていたため、すべて断っていた。これに対し最も熱心に小栗と交渉を行ったのが佐橋で、中央競馬の馬主登録をしていなかった小栗に対して「このまま笠松のオグリキャップで終わらせていいんですか」「馬のためを思うなら中央競馬へ入れて走らせるべきです」と再三にわたって説得したため、小栗は「馬の名誉のためには早めに中央入りさせた方がいい」との判断に至り、「中央の芝が向いていなければ鷲見厩舎に戻す」という条件付きで同意した。また、佐橋はオグリキャップが中央競馬のレースで優勝した際にはウイナーズサークルでの記念撮影に招待し、種牡馬となった場合には優先的に種付けする権利を与えることを約束した。
なお、鷲見は小栗がオグリキャップを売却したことにより自身の悲願であった東海ダービー制覇の可能性が断たれたことに怒り、笠松競馬場での最後のレースとなったゴールドジュニアのレース後、小栗が関係者による記念撮影を提案した際にこれを拒否した。オグリキャップの移籍によって笠松競馬の関係者はオグリキャップとの直接の関わりを断たれることになった。例外的に直接接点を持ち続けたのがオグリキャップの装蹄に携わった装蹄師の三輪勝で、笠松競馬場の開業装蹄師である三輪は本来は中央競馬の施設内での装蹄を行うことはできなかったが、佐橋の強い要望により特例として認められた。

### 中央競馬時代

#### 4歳（1988年）

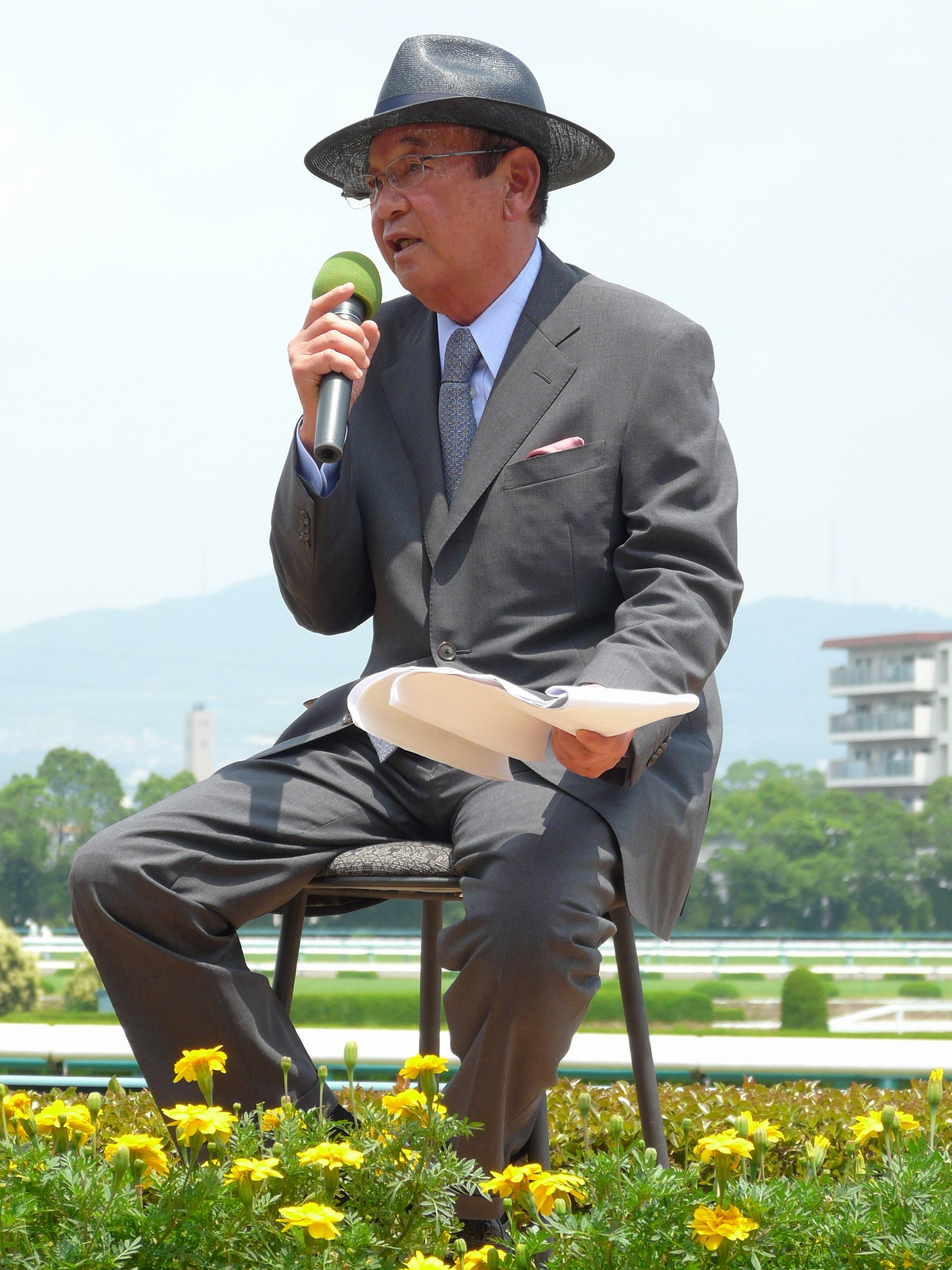
瀬戸口勉（2010年）

中央競馬移籍後のオグリキャップは栗東トレーニングセンターの調教師瀬戸口勉の厩舎で管理されることが決まり、1月28日に鷲見厩舎から瀬戸口厩舎へ移送された。

##### 競走内容
オグリキャップの中央移籍後の初戦にはペガサスステークスが選ばれ、鞍上は佐橋の希望により河内洋に決まった。地方での快進撃は知られていたものの、当日の単勝オッズは2番人気であった。レースでは序盤は後方に控え、第3コーナーから馬群の外を通って前方へ進出を開始。第4コーナーを過ぎてからスパートをかけて他馬を追い抜き、優勝した。出走前の時点では陣営の期待は必ずしも高いものではなく、優勝は予想を上回る結果だった。レースで実況を担当した杉本清は最後の直線で「これは噂にたがわない強さだ」と実況した。なおこの日、中京競馬場で行われた中日新聞杯では佐橋が所有するトキノオリエントが優勝し、佐橋は中央競馬史上初となる同一馬主による地方出身馬の同日開催重賞制覇を達成している。
移籍2戦目には毎日杯が選ばれた。このレースでは馬場状態が追い込み馬に不利とされる重馬場と発表され、オグリキャップが馬場状態に対応できるかどうかに注目が集まった。オグリキャップは第3コーナーで最後方の位置から馬群の外を通って前方へ進出を開始し、ゴール直前で先頭に立って優勝した。
オグリキャップは初代馬主の小栗孝一が中央で走らせるつもりがなかったことでクラシック登録をしていなかったため、前哨戦である毎日杯を優勝して本賞金額では優位に立ったものの皐月賞に登録できず、代わりに京都4歳特別に出走した。このレースでは翌1989年の全戦に騎乗することとなる南井克巳が鞍上を務め、オグリキャップ一頭だけが58キロの斤量を背負ったが第3コーナーで後方からまくりをかけ、優勝した。
クラシック登録をしていないオグリキャップは東京優駿（日本ダービー）にも出走することができず、代わりに「断念ダービー」と言われていたニュージーランドトロフィー4歳ステークスに出走した。鞍上に河内が復帰したが、この時オグリキャップには疲労が蓄積し、治療のために注射が打たれるなど体調面に不安を抱えていたが、レースでは序盤は最後方に位置したが向こう正面で前方へ進出を開始すると第4コーナーを通過した直後に先頭に立ち、そのまま優勝した。このレースでのオグリキャップの走破タイムは同レースのレースレコードを記録し、このタイムは前月に同じ東京芝1600mで行われた古馬GIの安田記念で優勝馬のニッポーテイオーが記録したタイムよりも0秒2速かったにもかかわらず、河内はレース中に一度も本格的なゴーサインを出すことがなかった（レースに関する詳細については第6回ニュージーランドトロフィー4歳ステークスを参照）。
続く高松宮杯では、中央競馬移籍後初の古馬との対戦、特に重賞優勝馬でありこの年の宝塚記念で4着となったランドヒリュウとの対戦にファンの注目が集まった。レースではランドヒリュウが先頭に立って逃げたのに対してオグリキャップは序盤は4番手に位置して第3コーナーから前方への進出を開始する。第4コーナーで2番手に立つと直線でランドヒリュウをかわし、中京競馬場芝2000mのコースレコードを記録して優勝した。この勝利により、地方競馬からの移籍馬による重賞連勝記録である5連勝を達成した。
高松宮杯のレース後、陣営は秋シーズンのオグリキャップのローテーションを検討し、毎日王冠を経て天皇賞（秋）でGIに初出走することを決定した。毎日王冠までは避暑 を行わず、栗東トレーニングセンターで調整を行い、8月下旬から本格的な調教を開始。9月末に東京競馬場に移送された。
毎日王冠では終始後方からレースを進め、第3コーナーからまくりをかけて優勝した。この勝利により、当時のJRA重賞連勝記録である6連勝を達成した（メジロラモーヌと並ぶタイ記録）。当時競馬評論家として活動していた大橋巨泉は、オグリキャップのレース内容について「毎日王冠で古馬の一線級を相手に、スローペースを後方から大外廻って、一気に差し切るなどという芸当は、今まで見たことがない」「どうやらオグリキャップは本当のホンモノの怪物らしい」と評した。毎日王冠の後、オグリキャップはそのまま東京競馬場に留まって調整を続けた（レースに関する詳細については第39回毎日王冠を参照）。
続く天皇賞（秋）では、前年秋から7連勝中であった古馬のタマモクロスを凌いで1番人気に支持された。レースでは馬群のやや後方につけて追い込みを図り、出走馬中最も速い上がりを記録したものの、2番手を先行し直線で先頭になったタマモクロスを抜くことができず、2着に敗れた（レースに関する詳細については第98回天皇賞を参照）。中央移籍後初黒星を喫したが、オグリキャップは天皇賞で初めて連対した4歳馬となった。
天皇賞（秋）の結果を受け、馬主の佐橋がタマモクロスにリベンジを果たしたいという思いを強く抱いたことからオグリキャップの次走にはタマモクロスが出走を決めていたジャパンカップが選ばれ、オグリキャップは引き続き東京競馬場で調整された。レースでは天皇賞（秋）の騎乗について佐橋が「もう少し積極的に行ってほしかった」と不満を表したことを受けて河内は瀬戸口と相談の上で先行策をとり、序盤は3、4番手に位置した。しかし向こう正面で折り合いを欠いて後方へ下がり、第3コーナーで馬群の中に閉じ込められる形となった。第4コーナーから進路を確保しつつ前方への進出を開始したがペイザバトラーとタマモクロスを抜けず3着に敗れた。レース後、次走の有馬記念で挽回を果たしたいと考えた佐橋は、瀬戸口を通じてこの時点で有馬記念での騎乗馬が決まっていなかった岡部幸雄を鞍上に希望し、瀬戸口を通じて騎乗依頼が出されたものの、岡部は「西（栗東）の馬はよくわからないから」と婉曲に断った。しかし瀬戸口が「一回だけ」という条件付きで依頼し、これを岡部が承知したことで有馬記念での騎乗が決まった。

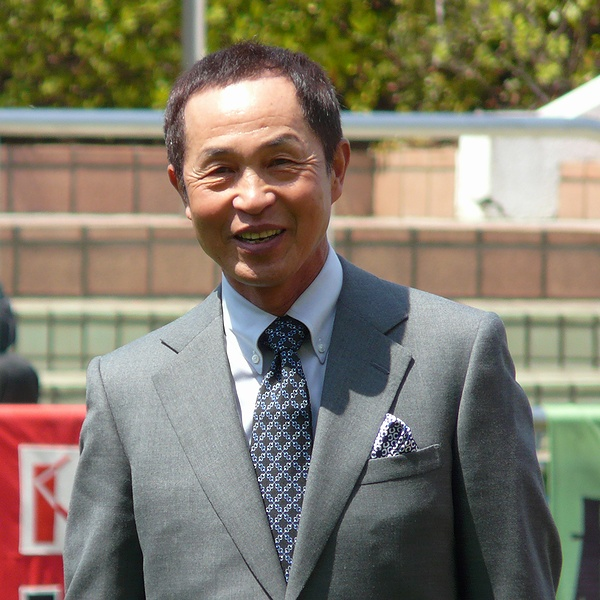
岡部幸雄（2010年）

有馬記念までの間は美浦トレーニングセンターで調整を行うこととなった。オグリキャップはタマモクロスに次ぐファン投票2位で出走が決まり、当日の単勝オッズもタマモクロスに次ぐ2番人気に支持された。瀬戸口はレース前に岡部に「4コーナーあたりで、前の馬との差を1、2馬身に持っていって、勝負に出てほしいんや」と指示し、レースでは終始5、6番手の位置を進み、第4コーナーで前方への進出を開始すると直線で先頭に立ち、優勝。GI競走初制覇を達成し、芦毛馬初の有馬記念優勝馬となった。作家の山口瞳は有馬記念の結果を受けて、「タマモクロスは日本一の馬、オグリキャップは史上最強の馬だ」といい、オグリキャップを称えた（レースに関する詳細については第33回有馬記念を参照）。翌1989年1月10日には、1988年度のJRA賞最優秀4歳牡馬に選出された。
タマモクロスを担当した調教助手の井高淳一と、オグリキャップの調教助手であった辻本は仲が良く、麻雀仲間でもあったが、天皇賞後に井高はオグリキャップの飼い葉桶を覗き「こんなもんを食わせていたんじゃ、オグリはずっとタマモに勝てへんで。」と声を掛けた。当時オグリキャップに与えられていた飼い葉の中に、レースに使っている馬には必要がない体を太らせるための成分が含まれており、指摘を受けた辻本はすぐにその配合を取り止めた。有馬記念終了後に、井高は「俺は結果的に、敵に塩を送る事になったんだな。」と苦笑した。厩務員の池江敏郎は、オグリキャップが寝藁を食べようとするほど食欲旺盛で太め残りとなるため、有馬記念前は汗取りをつけて調教していたと述べている。

### クラシック登録
前述のように、オグリキャップは初代馬主の小栗孝一が中央で走らせるつもりがなかったことでクラシック登録をしていなかったため、中央競馬クラシック三冠競走には出走できなかった。オグリキャップが優勝した毎日杯で4着だったヤエノムテキが皐月賞を優勝した後は、大橋巨泉が「追加登録料を支払えば出られるようにして欲しい」と提言するなど、日本中央競馬会に対してオグリキャップのクラシック出走を可能にする措置を求める声が起こったが、実現しなかった。この事からオグリキャップはマルゼンスキー以来となる「幻のダービー馬」と呼ばれた。調教師の瀬戸口は後に「ダービーに出ていれば勝っていたと思いませんか」という問いに対し「そうやろね」と答え、また「もしクラシックに出られたら、中央競馬クラシック三冠を獲っていただろう」とも述べている。一方で毎日杯の結果を根拠にヤエノムテキをはじめとする同世代のクラシック優勝馬の実力が低く評価されることもあった。なお、前述のように1992年から、中央競馬はクラシックの追加登録制度を導入した。

### 近藤俊典への売却
1988年9月、オグリキャップの2代目の馬主であった佐橋五十雄に脱税容疑がかかり、将来馬主登録を抹消される可能性が浮上した。これを受けて多くの馬主から購入の申し込みがあり、最終的に佐橋は翌1989年2月22日、近藤俊典へオグリキャップを売却した。売却額については当初、1年あたり3億であったとされたが、後に近藤は2年間の総額が5億5000万円であったと明かしている。ただしこの契約には、オグリキャップが競走馬を引退した後には所有権を佐橋に戻すという条件が付けられており、実態は名義貸しであり、実質的な権限は佐橋に残されているのではないかという指摘がなされた。また、売却価格の高さも指摘された。オグリキャップ売却と同時に佐橋の馬主登録は抹消されたが、近藤は自らの勝負服の色と柄を、佐橋が用いていたものと全く同じものに変更した。

#### 5歳（1989年）

##### 競走内容
陣営は1989年前半のローテーションとして、大阪杯、天皇賞（春）、安田記念、宝塚記念に出走するプランを発表したが、2月に右前脚の球節（ヒトのかかとにあたる部分）を捻挫して大阪杯の出走回避を余儀なくされた。さらに4月には右前脚に繋靭帯炎を発症。前半シーズンは全て休養に当てることとし、同月末から競走馬総合研究所常磐支所（福島県いわき市）にある温泉療養施設（馬の温泉）において治療を行った。療養施設へは厩務員の池江敏郎が同行し温泉での療養のほかプールでの運動、超音波治療機による治療が行われた。オグリキャップは7月中旬に栗東トレーニングセンターへ戻り、主にプール施設を使った調教が行われた。

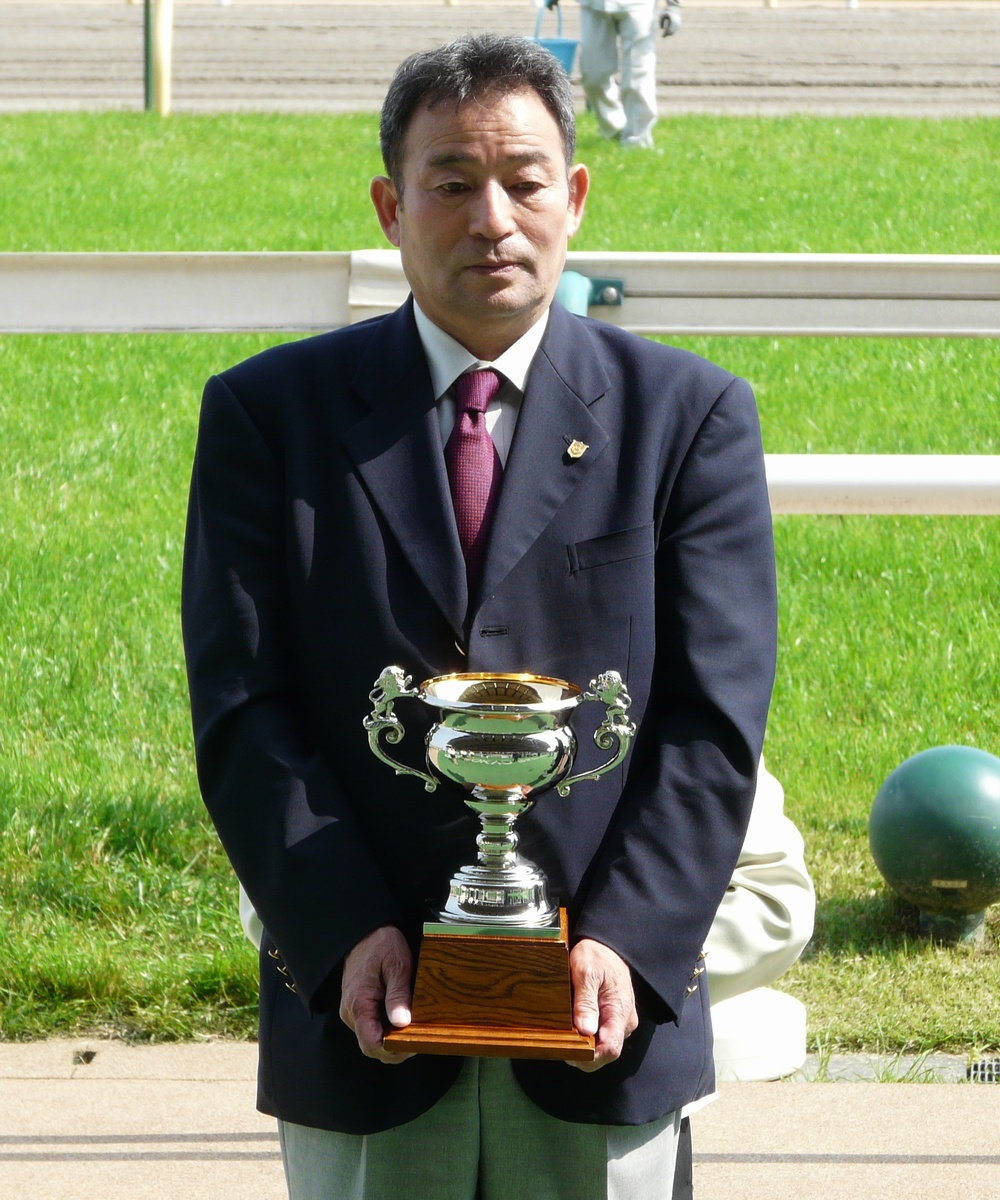
南井克巳（2011年）

オグリキャップは当初毎日王冠でレースに復帰する予定であったが、調教が順調に進んだことを受けて予定を変更し、9月のオールカマーで復帰した。鞍上には4歳時の京都4歳特別に騎乗した南井克巳が選ばれ、以後1989年の全レースに騎乗した。同レースでは5番手を進み第4コーナーから前方への進出を開始し、直線で先頭に立って優勝した。ここから、4か月の間に重賞6戦という、オグリキャップの「"怪物伝説"を決定的にする過酷なローテーション」が始まった。
その後オグリキャップは毎日王冠を経て天皇賞（秋）に出走することとなり、東京競馬場へ移送された。移送後脚部に不安が発生したが厩務員の池江が患部を冷却した結果状態は改善し、毎日王冠当日は池江が手を焼くほどの気合を出した。レースでは序盤は後方を進み、第4コーナーで馬群の外を通って前方へ進出を開始した。残り100mの地点でイナリワンとの競り合いとなり、ほぼ同時にゴールした。写真判定の結果オグリキャップがハナ差で先にゴールしていると判定され、史上初の毎日王冠連覇を達成した。このレースは「オグリキャップのベストバトル」、また「1989年のベストマッチ」ともいわれる。しかし、南井は前走のオールカマーの時のようなデキではなく、理由としては馬体重が前走から8kg増だったため体が重かったのではないかと分析している（レースに関する詳細については第40回毎日王冠を参照）。
天皇賞（秋）では6番手からレースを進めたが、直線で前方へ進出するための進路を確保することができなかったために加速するのが遅れ、先に抜け出したスーパークリークを交わすことができず2着に敗れた。南井は、自身がオグリキャップに騎乗した中で「勝てたのに負けたレース」であるこのレースが最も印象に残っていると述べ、またヤエノムテキが壁となって体勢を立て直してから外に持ち出して追い込まざるを得なくなったことが痛かったとしている（レースに関する詳細については第100回天皇賞を参照）。
続くマイルチャンピオンシップでは第3コーナーで5番手から馬群の外を通って前方への進出を試みたが進出のペースが遅く、さらに第4コーナーでは進路を確保できない状況に陥り、オグリキャップの前方でレースを進めていたバンブーメモリーとの間に「届かない」、「届くはずがない」と思わせる差が生まれた。しかし直線で進路を確保してから猛烈な勢いで加速し、ほぼ同時にゴール。写真判定の結果オグリキャップがハナ差で先にゴールしていると判定され、優勝が決定した。南井は天皇賞（秋）を自らの騎乗ミスで負けたという自覚から「次は勝たないといけない」という決意でレースに臨み、勝利によって「オグリキャップに救われた」と感じた南井は勝利騎手インタビューで涙を流した（レースに関する詳細については第6回マイルチャンピオンシップを参照）。
連闘で臨んだ翌週のジャパンカップでは、非常に早いペースでレースが推移する中で終始4番手を追走し、当時の芝2400mの世界レコードである2分22秒2で走破したもののホーリックスの2着に敗れた（レースに関する詳細については第9回ジャパンカップを参照）。
陣営はジャパンカップの後、有馬記念に出走することを決定したが、レース前に美浦トレーニングセンターで行われた調教で顎を上げる仕草を見せたことから、連闘の影響による体調面の不安が指摘された。レースでは終始2番手を進み、第4コーナーで先頭に立ったがそこから伸びを欠き、5着に敗れた。レース後、関係者の多くは疲れがあったことを認めた（レースに関する詳細については第34回有馬記念を参照）。
夕刊フジの記者伊藤元彦は、このレースにおけるオグリキャップについて、次のように回顧した。

##### 1989年のローテーション
3ヵ月半の間に6つのレースに出走した1989年のオグリキャップのローテーション、とくに前述の連闘については、多くの競馬ファンおよびマスコミ、競馬関係者は否定的ないし批判的であった。この年の秋に多くのレースに出走するローテーションが組まれた背景については、「オグリ獲得のために動いた高額なトレードマネーを回収するためには、とにかくレースで稼いでもらう」よりほかはなく「馬を酷使してでも賞金を稼がせようとしているのでは」という推測がなされた。
調教師の瀬戸口はマイルチャンピオンシップ後にジャパンカップにオグリキャップを出走させる際、このローテーションを巡って起きた議論に対し、「あの馬には常識は通用せんのや」と発言した。しかし、連闘に加えオールカマーに出走させたことについては「無理は少しあったと思います」と述べた。また連闘が決定した経緯について調教助手の辻本光雄は、「オグリキャップは途中から入ってきた馬やし、どうしてもオーナーの考えは優先するんちゃうかな」と、馬主の近藤の意向を受けてのものであったことを示唆している。ただしジャパンカップでの調子自体については絶好調で「連闘の疲れなんてなかった」と述べている。一方、近藤は連闘について、「馬には、調子のいいとき、というのが必ずあるんです。実際に馬を見て判断して、調教師とも相談して決めたことです。無理使いとか、酷使とかいわれるのは非常に心外」としている。また稲葉牧場の稲葉裕治は、「あくまで馬の体調を見て、判断すればいいことじゃないでしょうか」と近藤に同調した。
しかしこの年最後の出走となった有馬記念では、近藤の主張に反してオグリキャップの体調に不安を感じる関係者もおり、パドックでは厩務員の池江がオグリキャップの歩く力の弱さを感じていた。同じくパドックで笠松時代の調教師であった鷲見が近藤からオグリキャップの状態を見るよう頼まれ、「疲れきっとるようです。休ませんと可哀相です」と答えている。鷲見はまた、レース後にオグリキャップを訪ねた時の印象について「爪がすり減って、休ませなかったらパンクしてしまう所まで来ていた」と述べている。レース後には近藤や辻本の見解も変化し、近藤は「負けた原因はテキ（瀬戸口調教師）も辻本助手もわかっている。元気そうに見えてもやはり生き物だから」と述べ、オグリキャップに疲れがあった状態で出走させてしまったことを認めた。辻本も「少しは疲れはあったと思う」と認めて「ここまで本当によく頑張ってくれた」とオグリキャップの苦労を称えた。南井克巳も有馬記念直後のインタビューで、敗因は前に行きすぎた事かもしれないとしつつ、「追い切りがこの馬にしては物足りない気もした」と語った。南井は2010年7月29日に行われた「お別れ会」での挨拶の場において、この年のローテーションを回顧し、「天性のタフな資質に、厩舎の力が加わったからこそ、ああいうローテーションでも状態が維持できたのでしょう」と述べている。

#### 6歳（1990年）

##### 競走内容
一時は1989年一杯で競走馬を引退すると報道されたオグリキャップであったが、1990年も現役を続行することになった。これは、日本中央競馬会がオーナー側に現役続行を働きかけたためともいわれている。
有馬記念出走後、オグリキャップはその日のうちに、休養のために競走馬総合研究所常磐支所の温泉療養施設へ移送された。オグリキャップのローテーションについては前半シーズンは天皇賞（春）もしくは安田記念に出走し、9月にアメリカで行われるGI競走アーリントンミリオンステークスに出走すると発表された。その背後には、アメリカのレースに出走経験がある馬のみが掲載されるアメリカの獲得賞金ランキングに、オグリキャップを登場させようとする馬主サイドの意向があった。1月22日にはアーリントンミリオンステークスの出走登録を行った。

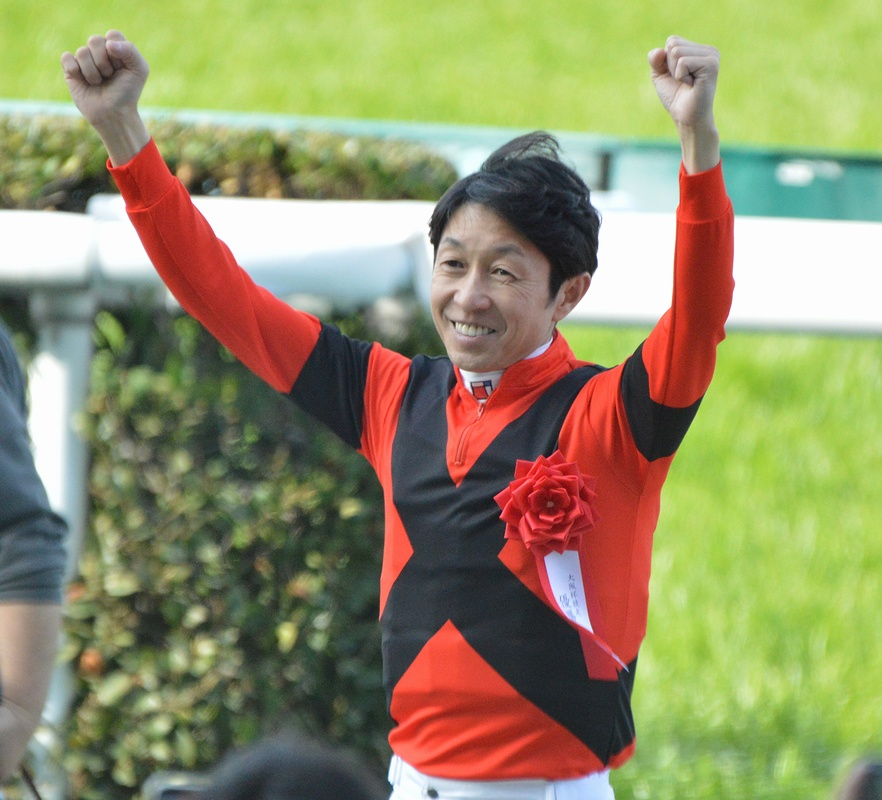
武豊（2023年）

オグリキャップは2月中旬に栗東トレーニングへ戻されて調整が続けられた。当初初戦には大阪杯が予定されていたが、故障は見当たらないものの調子は思わしくなく、安田記念に変更された。この競走では武豊が初めて騎乗した。レースでは2、3番手を追走して残り400mの地点で先頭に立ち、コースレコードの1分32秒4を記録して優勝した。なお出走後、オグリキャップの通算獲得賞金額が当時の日本歴代1位となった（レースに関する詳細については第40回安田記念を参照）。
続く宝塚記念では武がスーパークリークへの騎乗を選択したため、岡潤一郎が騎乗することとなった。終始3、4番手に位置したが直線で伸びを欠き、オサイチジョージをかわすことができず2着に敗れた（レースに関する詳細については第31回宝塚記念を参照）。オグリキャップはレース直後に両前脚に骨膜炎を発症し、さらにその後右の後ろ脚に飛節軟腫を発症、7月12日にはアーリントンミリオンステークスへの出走登録が取り消され、7月中旬から競走馬総合研究所常磐支所の温泉療養施設で療養に入った。

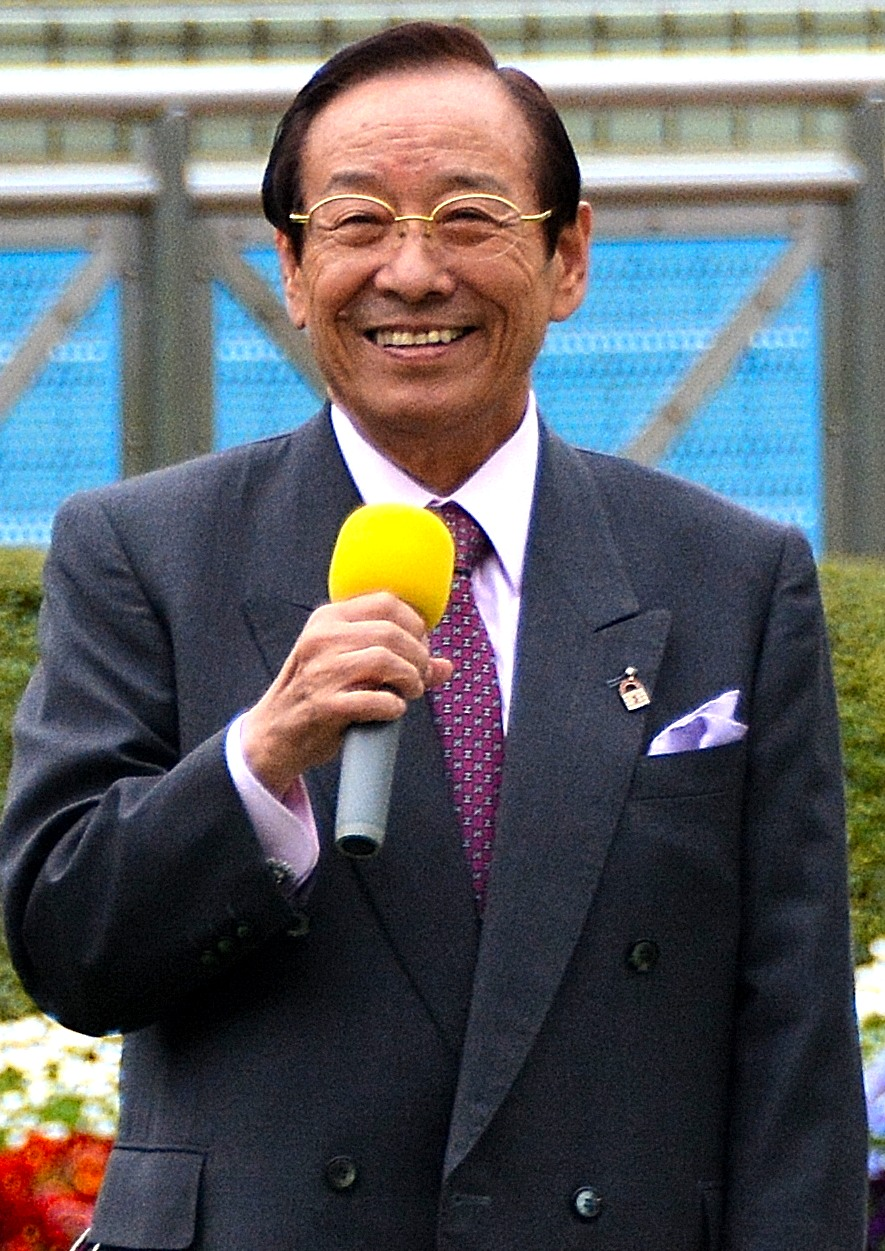
増沢末夫（2014年）

陣営はかねてからの目標であった天皇賞（秋）出走を目指し、8月末にオグリキャップを栗東トレーニングセンターへ移送したが、10月上旬にかけて次々と脚部に故障を発症して調整は遅れ、「天皇賞回避濃厚」という報道もなされた。最終的に出走が決定し、このレースでは増沢末夫が鞍上を務めたが、レースでは序盤から折り合いを欠き、直線で伸びを欠いて6着に敗れた。続くジャパンカップに向けた調教では一緒に走行した条件馬を相手に遅れをとり、体調が不安視された。レースでは最後方から追走し、第3コーナーから前方への進出を開始したが直線で伸びを欠き、11着に敗れた（レースに関する詳細については第10回ジャパンカップを参照）。
ジャパンカップの結果を受けてオグリキャップはこのまま引退すべきとの声が多く上がり、オグリキャップは「輝きを失ったヒーロー」「落ちた偶像」などと評されるようになった。さらに馬主の近藤に宛てた脅迫状が日本中央競馬会に届く事態にまで発展したが、陣営は引退レースとして有馬記念への出走を決定し、また鞍上は安田記念以来となる武豊が騎乗して出走することが決まった。有馬記念のファン投票では14万6738票を集めて1位に支持された。レースでは序盤は6番手につけて第3コーナーから馬群の外を通って前方への進出を開始し、最終直線残り2ハロンで先頭に立ち、追い上げるメジロライアンとホワイトストーンを抑えて1着でゴールインし、2年ぶりとなる有馬記念制覇を飾った。
限界説が有力に唱えられていたオグリキャップの優勝は「奇跡の復活」「感動のラストラン」と呼ばれ、レース後、スタンド前でウイニングランを行った際には中山競馬場にいた観衆から「オグリコール」が起こった。なお、この競走でオグリキャップはファン投票では第1位に選出されたものの、単勝馬券のオッズでは4番人気であった。この現象についてライターの阿部珠樹は、「『心とお金は別のもの』というバブル時代の心情が、よく現れていた」と評している。レース後に瀬戸口は「今の僕がこの馬に送るのは『ありがとう』の一言に尽きます」と語った（レースに関する詳細については「第35回有馬記念」参照）。

##### 1990年後半の不振と復活
1990年後半において、天皇賞（秋）とジャパンカップで大敗を喫し、その後、第35回有馬記念を優勝した要因については様々な分析がなされている。

###### 体調
調教師の瀬戸口は、この年の秋のオグリキャップは骨膜炎に苦しんでいたと述べている。また、厩舎関係者以外からも体調の悪さを指摘する声が挙がっていた。天皇賞（秋）出走時の体調について瀬戸口は急仕上げ（急いで臨戦態勢を整えること）による影響もあったことを示唆している。厩務員の池江は、馬体の回復を考えれば競走馬総合研究所常磐支所の温泉療養施設にもう少し滞在したかったと述べている。
精神面に関しては、瀬戸口と池江はともに気迫・気合いの不足を指摘していた。さらに池江は、天皇賞（秋）の臨戦過程においてテレビ番組の撮影スタッフが密着取材を行ったことによりオグリキャップにストレスが生じたと証言している。池江は撮影スタッフの振る舞いについて次のように証言している。
池江によると、オグリキャップはテレビ取材のカメラに一日中追いかけられた事で「それまではカイバを食べている鼻先にカメラを近づけられても全然気にしていなかったのに、極端にカメラを怖がるようになってしまった」と述べている。
体調に関しては、第35回有馬記念に優勝した時ですらよくなかったという証言が複数ある。オグリキャップと調教を行ったオースミシャダイの厩務員出口光雄や同じレースに出走したヤエノムテキの担当厩務員（持ち乗り調教助手）の荻野功がレース前の時点で体調の悪化を指摘していたほか、騎乗した武豊もパドックで跨った時の事について「あまり元気がないなという雰囲気でした」と、レース後には「ピークは過ぎていたでしょうね。春と違うのは確かでした」とそれぞれ回顧している。作家の木村幸治は、レース前のパドックでオグリキャップを見た時の印象について「レース前だというのに、ほとんどの力を使い果たして、枯れ切ったように見えた」「ほかの15頭のサラブレッドが、クビを激しく左右に振り、前足を宙に浮かせて飛び跳ね、これから始まる闘いへ向けての興奮を剥き出しにしているのに比べれば、その姿は、誰の目にも精彩がないと映った」「あふれる活気や、みなぎる闘争心は、その姿態から感じられなかった。人に引かれて、仕方がなく歩いているという雰囲気があった」と振り返っている。
しかし、厩務員の池江によるとこの時、オグリキャップの手綱を引いていた池江と辻本は、天皇賞（秋）の時の倍以上の力で引っ張られるのを感じ、「おい、こら、もしかするとひょっとするかもしれんぞ……」と囁きあったという。また小説家の高橋源一郎によると、有馬記念2日前の21日にサンケイスポーツ主催で催された「有馬記念前夜祭」に出席した際、打ち上げの席で野平祐二にオグリキャップの具合について訊ねたところ、野平は「私には悪いようには見えません。皆さんは色々おっしゃっていますが、私の見た限りでは、そんなに悪い状態には思えないのですよ」と答えたという。中央競馬時代のオグリキャップの診察を担当していた獣医師の吉村秀之は、オグリキャップが中央競馬へ移籍した当初の時点で既に備えていたが大敗を続けた時期にはなくなっていたスポーツ心臓を有馬記念の前に取り戻したことから体調の上昇を察知し、家族に対し「今度は勝つ」と予言していた。

###### 騎手との相性
ライターの渡瀬夏彦は天皇賞（秋）とジャパンカップで騎乗した増沢末夫について、スタート直後から馬に気合を入れる増沢の騎乗スタイルと、岡部幸雄が「真面目すぎるくらいの馬だから、前半いかに馬をリラックスさせられるかが勝負のポイントになる」と評したオグリキャップとの相性があまりよいものではなかったと分析し、笠松時代のオグリキャップに騎乗した青木達彦と安藤勝己も同様の見解を示した。一方、武豊とオグリキャップとの相性について馬主の近藤は、オグリキャップには「いい時と比べたら、80パーセントの力しかなかったんじゃないかな」としつつ「しかし、その80パーセントを全て引き出したのが豊くん」とし、「オグリには豊くんが合ってた」と評した。武によると有馬記念では第3-4コーナーを右手前で走らせた後直線で左手前に替えて走らせる必要があったが、左手前に替えさせるためには左側から鞭を入れて合図する必要があった。しかしオグリキャップにはコーナーを回る際に内側にもたれる癖があり、その修正に鞭を用いる場合、右側から入れる必要があった。そこで武は最後の直線入り口でオグリキャップの顔をわざと外に向けることで内にもたれることを防ぎつつ、左から鞭を入れることでうまく手前を替えさせることに成功した。

###### 第35回有馬記念のレース内容
大川慶次郎は、有馬記念はレースの流れが非常に遅く推移し、優勝タイムが同じ日に同じ条件（芝2500m）で行われた条件戦（グッドラックハンデ）よりも遅い「お粗末な内容」であったとし、多くの出走馬が折り合いを欠く中、オグリキャップはキャリアが豊富であったためにどんな展開でもこなせたことをオグリキャップの勝因に挙げている。またライターの関口隆哉も、「レース展開、出走馬たちのレベル、当日の状態など、すべてのファクターがオグリキャップ有利に働いた」とし、瀬戸慎一郎は「2着、3着に入った馬が、幾度となくジリ脚に泣いたメジロライアンとホワイトストーンであっただけに、相手関係にもかなり恵まれたといわなければならない」と述べ、また武豊が「調子は7、8分でも力が違います」と骨っぽい相手がいなかったことを匂わせるような発言をしていたといい、ペースが落ち着いて楽に追走できたことと「直線で素早く抜け出せる爆発的な瞬発力を持った馬」が出走していなかったことが大きかったと述べている。
武豊は1993年に同レースを振り返った際には「別に謙遜してるわけじゃなく、強い馬が走りやすいように走らせただけなんですよ。だから、勝っても驚きはしなかった。奇跡でも何でもないと思う」と語り、「あの馬の絶対能力がズバ抜けていた、というだけのことでしょうね。もしオグリがピークのデキだったら、ブッチぎって勝っていたでしょうね」と述べ、レース直後に受けたインタビューでは「強い馬は強いんです」というコメントを残している。
岡部幸雄は「極端なスローペースが良かった」としつつ、「スローに耐えて折り合うのは大変」「ある意味で有馬記念は過酷なペースだった」とし、「ピタッと折り合える忍耐強さを最も備えていたのがオグリキャップだった」、「想像以上に過酷な超スローペースで折り合いを保ち続けたオグリ。類稀なる精神力が生んだ勝利だ」と評している。なお、野平祐二はレース前の段階で有馬記念がゆったりした流れになれば本質的にマイラーであるオグリキャップの雪辱は可能と予測していた。

#### 引退式
1991年1月、オグリキャップの引退式が京都競馬場（13日）、笠松競馬場（15日）、東京競馬場（27日）の3箇所で行われた。
笠松競馬場での引退式翌日には1990年度のJRA賞の結果が発表され、オグリキャップは同年度の最優秀5歳以上牡馬、また記者投票180票中170票を獲得して年度代表馬に選出されたことが発表された。

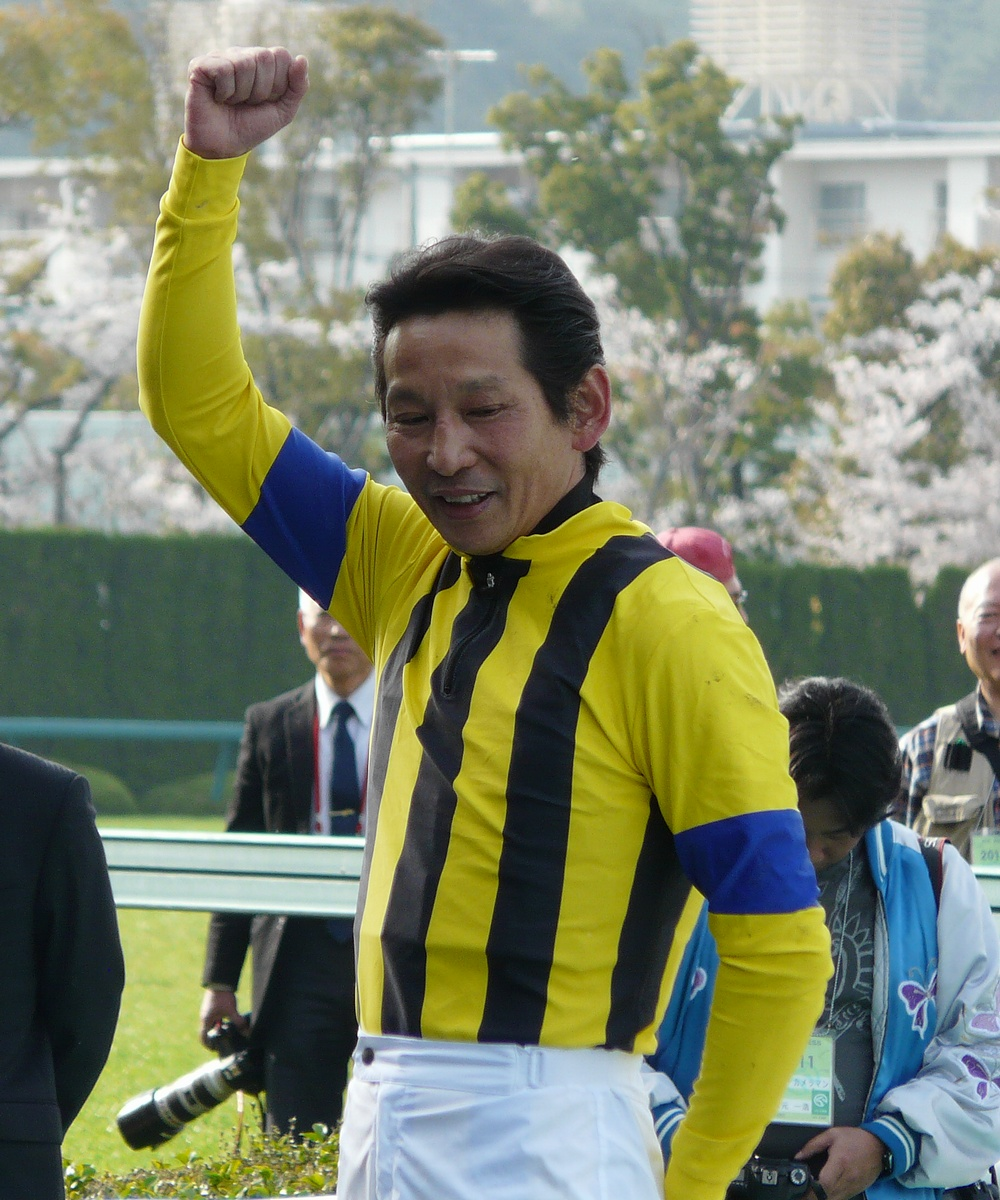
安藤勝己（2011年）

引退式当日は多くの観客が競馬場に入場し、笠松競馬場での引退式には競馬場内だけで、所在地である岐阜県笠松町の当時の人口（2万3000人）を上回る2万5000人、入場制限により場外から見物した人数を合わせると約4万人が詰めかけたとされる。この日、名鉄ではオグリキャップの顔入りプレートをつけて笠松駅に臨時停車する特急列車「オグリキャップ里帰り記念号」が2本運行され、また名鉄の主要駅ではオグリキャップの写真が付いた笠松駅までの記念乗車券も発売され、ほぼ完売した。オグリキャップは安藤勝己が騎乗して競馬場のコースを2周走行し、また岐阜県がオグリキャップを、笠松町が小栗と鷲見を表彰した。東京競馬場での引退式では7万6000人のファンが集まり、武豊が騎乗して第35回有馬記念でのゼッケン「8番」を付けてコースを走行した。当日は東京競馬記者クラブ賞を受賞した瀬戸口勉、辻本光雄、池江敏郎の表彰式が行われた。各場での引退式においては、安西美穂子が作詞したバラード調の曲『オグリキャップの歌』（歌：YUKARI、作曲：青木美恵子）がBGMとして使用された。

## 引退後

### 種牡馬となる
引退後は北海道新冠町の優駿スタリオンステーションで種牡馬となった。1991年1月28日に繋養先の優駿スタリオンステーションに到着。優駿スタリオンステーション到着時には300人以上が出席して歓迎セレモニーが行われて新冠町長が挨拶を行い、同夜にはテレビ番組『ニュースステーション』に生出演した。
種牡馬となったのちのオグリキャップは2代目の馬主であった佐橋が所有し、種付権利株を持つ者にリースする形態がとられた。これは実質的にはシンジケートに等しく、その規模は総額18億円（1株3000万円（1年あたり600万円×5年）×60株）であった。当初は余勢をほぼ取らない方針だったものの、シンジケートに加入できなかった生産者・馬主がわずかに放出された株に殺到し、種付けシーズン直前の2月13日に行われたJSカンパニー主催のノミネーションセールでは、取引株の中で最高価格となる990万円の値が付いた。
3月12日にヤマタケダンサーを相手に初種付けを行い、翌日のスポーツ紙2紙の1面にはこの時の種付けを行っている写真がカラーで掲載された。ゴールデンウィーク中の5月5日にはオグリキャップを見学するために、当時の新冠町の人口に匹敵する6000人が優駿スタリオンステーションを訪れた。オグリキャップの人気は種牡馬となった後も衰えず、優駿スタリオンステーション事務所には好物のニンジン、リンゴ、ハチミツが毎日届けられ、夏休みには見学のための観光バスが行列を作った。プレハブ建てのグッズショップも作られたが、すぐに手狭になったため豪華な店舗がオープンした。ライターの後藤正俊によると、新冠町がある日高地方は名所が少なく、それまで本州の観光客がほとんど訪れなかったが、オグリキャップが種牡馬入りしたことで地域経済に多大な影響をもたらしたという。同時にオグリキャップが種牡馬入りしたことをきっかけに競馬ファンが競走馬の「生涯」に興味を抱くようになり、競走馬育成ゲーム、POGを通じて競馬人気の沸騰につながったと述べている。
1994年に産駒がデビューし、JRA新種牡馬リーディングにおいては首位となったサンデーサイレンスに大きく水をあけられたものの、内国産種牡馬としては最上位となる6位にランクインし、アーニングインデックスは1.75を記録した。しかし、後述の喉嚢炎を発症したことがきっかけで年を経るごとに交配牝馬のレベルが徐々に低下し、シンジケートが再結成された1996年からは交配頭数も減少し、1998年にはわずか10頭にまで落ち込んだ。

### 喉嚢炎を発症
1991年7月28日、オグリキャップが馬房の隅でぐったりとしているのが発見され、発熱、咳、鼻水などの症状がみられるようになった。はじめは風邪と診断されたが、1か月が経過しても熱が下がらず、さらには飼い葉、水も飲み込めなくなるなど回復がみられず、精密検査の結果、喉嚢炎による咽頭麻痺と診断された。これを受けて8月からファンの見学は禁止となり、同月下旬から3人の獣医師によって治療が施されたが、9月11日には炎症の進行が原因で喉嚢に接する頸動脈が破れて馬房が血まみれになるほどの大量の出血を起こし、生命が危ぶまれる重篤な状態に至った。合計18リットルの輸血を行うなどの治療が施された結果、10月上旬には放牧が可能な程度に病状が改善した。

### オグリキャップにちなんだレースの開催
1992年、笠松競馬場でオグリキャップを記念した「オグリキャップ記念」が創設された。一時はダートグレード競走として行なわれていたが、現在は地方全国交流競走として行われている。また、2004年11月21日にはJRAゴールデンジュビリーキャンペーンの「名馬メモリアル競走」として「オグリキャップメモリアル」が施行された。

### 種牡馬を引退
2006年に2頭の繁殖牝馬と交配されたのを最後に種牡馬を事実上引退し、引き続き功労馬として優駿スタリオンステーションに繋養されていた。2007年5月1日にはグレイスクインがオグリキャップのラストクロップとなる産駒、ミンナノアイドルを出産した。2012年7月1日の金沢競馬の競走でアンドレアシェニエが予後不良となったのを最後に、日本国内の競馬場からオグリキャップ産駒は姿を消した。
年度別の種付け頭数および誕生産駒数
| 年度       | 1991 | 1992 | 1993 | 1994 | 1995 | 1996 | 1997 | 1998 | 1999 | 2000 | 2001 | 2002 | 2003 | 2004 | 2005 | 2006 | 2007 |
| ---------- | ---- | ---- | ---- | ---- | ---- | ---- | ---- | ---- | ---- | ---- | ---- | ---- | ---- | ---- | ---- | ---- | ---- |
| 種付け頭数 | 65   | 60   | 61   | 61   | 61   | 60   | 42   | 10   | 13   | 7    | 4    | 6    | 1    | 6    | 1    | 2    | 0    |
| 誕生産駒数 | -    | 58   | 51   | 49   | 45   | 50   | 40   | 25   | 6    | 7    | 3    | 2    | 5    | 1    | 3    | 0    | 1    |

### 一般公開

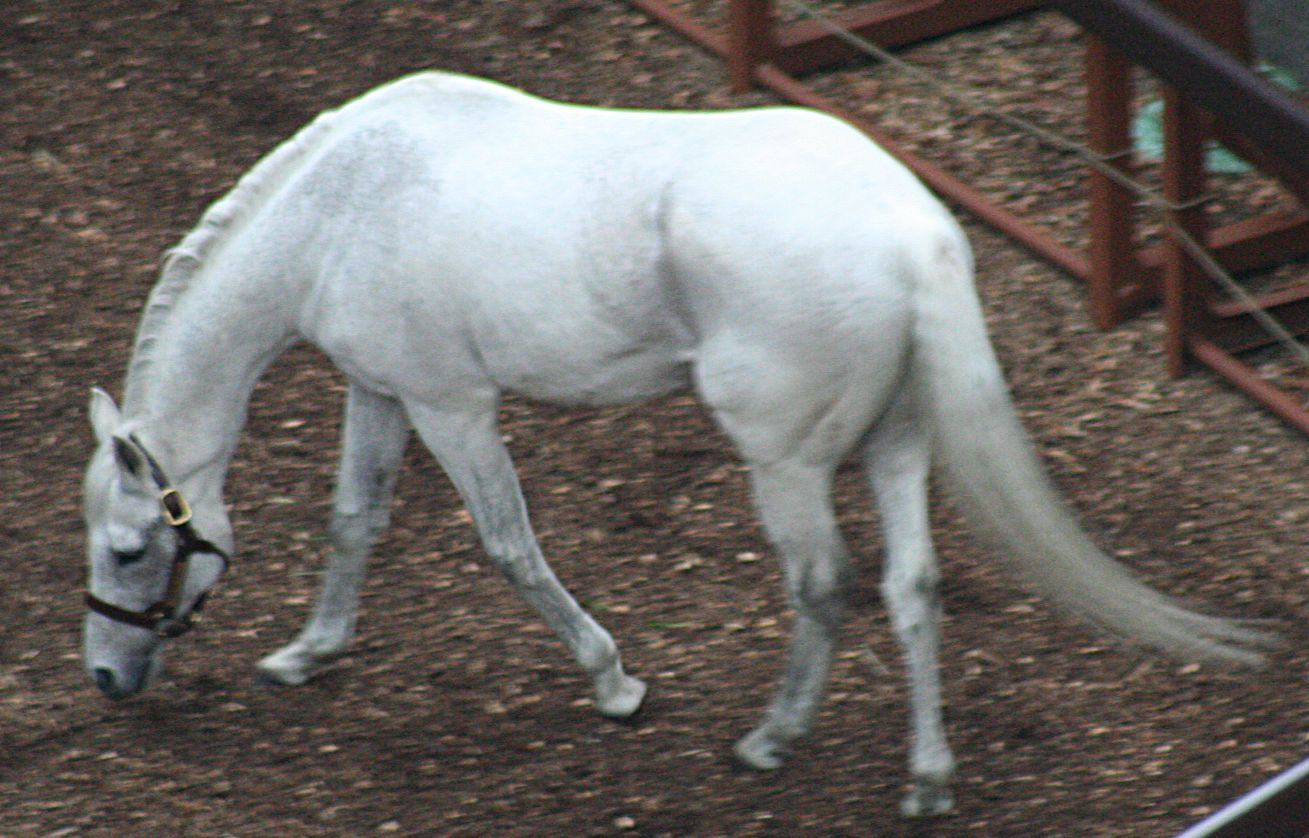
2008年11月9日 東京競馬場での一般公開にて

競走馬を引退した後、オグリキャップは2002年に優駿スタリオンステーションが移転するまでの間、同スタリオンで一般公開され、観光名物となっていた。また、同スタリオン以外の場所でも一般公開された。1998年9月によみうりランドで行われた「JRAフェスティバル」、2005年4月29日と30日に笠松競馬場で行われた一般公開、2008年11月9日の「アジア競馬会議記念デー」に東京競馬場で行われた一般公開である。2010年5月1日より優駿スタリオンステーションでの一般公開が再開された。

### 骨折により安楽死
2010年7月3日午後2時頃、優駿スタリオンステーション内の一般公開用のパドックから馬房に戻すためにスタッフが向かったところ、オグリキャップが倒れて起き上がれないでいたところを発見する。ぬかるんだ地面に足をとられて転倒したとみられ、その際に右後肢脛骨を骨折していた。直ちに三石家畜診療センターに運び込まれるが、複雑骨折で手の施しようがなく、安楽死の処置が執られた。オグリキャップ死亡のニュースは日本のみならず、共同通信を通じてイギリスの『レーシング・ポスト』などでも報じられた。優駿スタリオンステーションにはオグリキャップ死亡の真偽を確認しようというマスコミやファン、関係者からの問い合わせの電話が相次ぎ、翌日午前1時30分まで問い合わせが続いた。

### 追悼
オグリキャップの死を受けて、同馬がデビューした笠松競馬場では場内に献花台と記帳台を設け、7月19日にお別れ会を催した。JRAでも献花台・記帳台を設置するなど追悼行事を営み、感謝状を贈呈した。引退後に同馬が繋養されていた優駿スタリオンステーションにも献花台が設置された。さらに、中央競馬とホッカイドウ競馬ではそれぞれ7月に追悼競走が施行された。
7月29日には新冠町にあるレ・コード館でお別れ会が開催され、ファン、関係者ら800人が出席。土川健之JRA理事長が弔辞を述べ、全国で集められた1万3957人分の記帳が供えられた。
第55回有馬記念が行われる2010年12月26日をオグリキャップメモリアルデーとし、同日の中山競馬第11競走「ハッピーエンドプレミアム」にオグリキャップメモリアルを付与して実施された。
一周忌となった2011年7月3日には、種牡馬時代を過ごした優駿SSに接する「優駿メモリアルパーク」に新たな銅像が設置された。

## 成績

### 競走成績
下記の内容は、netkeiba.com、『中央競馬全重賞競走成績 GI編』（1996年）及び『競馬イヤーブック2000』（2001年）の情報に基づく。
| 競走日 | 競走日 | 競走日 | 競馬場 | 競走名             | 格   | 頭 数 | 枠 番 | 馬 番 | 人気 | オッズ | 着順 | 距離（馬場）  | タイム  | （上り3F） | 騎手     | 1着馬（2着馬）         | 馬体重 [kg] |
| ------ | ------ | ------ | ------ | ------------------ | ---- | ----- | ----- | ----- | ---- | ------ | ---- | ------------- | ------- | ---------- | -------- | ---------------------- | ----------- |
| 1987.  | 05.    | 19     | 笠松   | 3歳新馬            |      | 10    | 5     | 5     | 2人  |        | 02着 | ダ800m（良）  | 00:50.1 |            | 青木達彦 | マーチトウショウ       | 452         |
|        | 06.    | 02     | 笠松   | 3歳イ              |      | 7     | 1     | 1     | 1人  | 1.1    | 01着 | ダ800m（良）  | 00:51.1 |            | 高橋一成 | （ノースヒーロー）     | 450         |
|        | 06.    | 15     | 笠松   | 3歳イ              |      | 9     | 8     | 8     | 1人  |        | 01着 | ダ800m（重）  | 00:49.8 |            | 青木達彦 | （フェートチャールス） | 456         |
|        | 07.    | 26     | 笠松   | 3歳イ              |      | 7     | 7     | 7     | 1人  |        | 02着 | ダ800m（良）  | 00:50.3 |            | 高橋一成 | マーチトウショウ       | 470         |
|        | 08.    | 12     | 笠松   | 3歳イ              |      | 8     | 7     | 7     | 1人  | 2.4    | 01着 | ダ800m（良）  | 00:49.7 |            | 高橋一成 | （マーチトウショウ）   | 470         |
|        | 08.    | 30     | 笠松   | 秋風ジュニア       |      | 10    | 5     | 5     | 1人  |        | 01着 | ダ1400m（良） | 01:30.3 |            | 安藤勝己 | （マーチトウショウ）   | 476         |
|        | 10.    | 04     | 笠松   | ジュニアクラウン   | 重賞 | 9     | 5     | 5     | 1人  | 1.2    | 01着 | ダ1400m（良） | 01:29.4 |            | 安藤勝己 | （マーチトウショウ）   | 472         |
|        | 10.    | 14     | 中京   | 中京盃             | 重賞 | 12    | 3     | 3     | 1人  | 1.5    | 01着 | 芝1200m（良） | 01:10.8 |            | 安藤勝己 | （アーデントラブ）     | 470         |
|        | 11.    | 04     | 名古屋 | 中日スポーツ杯     | 重賞 | 12    | 4     | 4     | 1人  | 1.2    | 01着 | ダ1400m（良） | 01:29.8 |            | 安藤勝己 | （ハロープリンセス）   | 476         |
|        | 12.    | 07     | 笠松   | 師走特別           |      | 10    | 8     | 9     | 1人  | 1.7    | 01着 | ダ1600m（良） | 01:44.4 | （39.9）   | 安藤勝己 | （ヤングオージャ）     | 482         |
|        | 12.    | 29     | 笠松   | ジュニアグランプリ | 重賞 | 9     | 5     | 5     | 1人  | 1.1    | 01着 | ダ1600m（良） | 01:45.0 |            | 安藤勝己 | （トウカイシャーク）   | 482         |
| 1988.  | 01.    | 10     | 笠松   | ゴールドジュニア   | 重賞 | 10    | 6     | 6     | 1人  | 1.1    | 01着 | ダ1600m（不） | 01:41.8 | （37.0）   | 安藤勝己 | （マーチトウショウ）   | 486         |
|        | 03.    | 06     | 阪神   | ペガサスS          | GIII | 10    | 4     | 4     | 2人  | 3.8    | 01着 | 芝1600m（良） | 01:35.6 | （35.9）   | 河内洋   | （ラガーブラック）     | 482         |
|        | 03.    | 27     | 阪神   | 毎日杯             | GIII | 10    | 8     | 10    | 1人  | 2.2    | 01着 | 芝2000m（重） | 02:04.8 | （38.3）   | 河内洋   | （ファンドリデクター） | 476         |
|        | 05.    | 08     | 京都   | 京都4歳特別        | GIII | 15    | 8     | 15    | 1人  | 1.3    | 01着 | 芝2000m（稍） | 02:03.6 | （37.1）   | 南井克巳 | （コウエイスパート）   | 480         |
|        | 06.    | 05     | 東京   | NZT4歳S            | GII  | 13    | 7     | 11    | 1人  | 1.2    | 01着 | 芝1600m（良） | R1:34.0 | （35.5）   | 河内洋   | （リンドホシ）         | 480         |
|        | 07.    | 10     | 中京   | 高松宮杯           | GII  | 8     | 2     | 2     | 1人  | 1.2    | 01着 | 芝2000m（良） | R1:59.0 | （34.5）   | 河内洋   | （ランドヒリュウ）     | 478         |
|        | 10.    | 09     | 東京   | 毎日王冠           | GII  | 11    | 6     | 8     | 1人  | 1.7    | 01着 | 芝1800m（稍） | 01:49.2 | （35.5）   | 河内洋   | （シリウスシンボリ）   | 494         |
|        | 10.    | 30     | 東京   | 天皇賞（秋）       | GI   | 13    | 1     | 1     | 1人  | 2.1    | 02着 | 芝2000m（良） | 01:59.0 | (34.8)     | 河内洋   | タマモクロス           | 492         |
|        | 11.    | 27     | 東京   | ジャパンC          | GI   | 14    | 4     | 8     | 3人  | 6.9    | 03着 | 芝2400m（良） | 02:25.8 | （35.7）   | 河内洋   | ペイザバトラー         | 494         |
|        | 12.    | 25     | 中山   | 有馬記念           | GI   | 13    | 6     | 10    | 2人  | 3.7    | 01着 | 芝2500m（良） | 02:33.9 | （35.6）   | 岡部幸雄 | （タマモクロス）       | 492         |
| 1989.  | 09.    | 17     | 中山   | オールカマー       | GIII | 13    | 7     | 11    | 1人  | 1.4    | 01着 | 芝2200m（良） | R2:12.4 | （34.7）   | 南井克巳 | （オールダッシュ）     | 490         |
|        | 10.    | 08     | 東京   | 毎日王冠           | GII  | 8     | 6     | 6     | 1人  | 1.4    | 01着 | 芝1800m（稍） | 01:46.7 | （34.8）   | 南井克巳 | （イナリワン）         | 498         |
|        | 10.    | 29     | 東京   | 天皇賞（秋）       | GI   | 14    | 3     | 4     | 1人  | 1.9    | 02着 | 芝2000m（良） | 01:59.1 | （34.4）   | 南井克巳 | スーパークリーク       | 496         |
|        | 11.    | 19     | 京都   | マイルCS           | GI   | 17    | 1     | 1     | 1人  | 1.3    | 01着 | 芝1600m（良） | 01:34.6 | （35.7）   | 南井克巳 | （バンブーメモリー）   | 496         |
|        | 11.    | 26     | 東京   | ジャパンC          | GI   | 15    | 2     | 3     | 2人  | 5.3    | 02着 | 芝2400m（良） | 02:22.2 | （35.9）   | 南井克巳 | ホーリックス           | 496         |
|        | 12.    | 24     | 中山   | 有馬記念           | GI   | 16    | 1     | 1     | 1人  | 1.8    | 05着 | 芝2500m（良） | 02:32.5 | （37.4）   | 南井克巳 | イナリワン             | 496         |
| 1990.  | 05.    | 13     | 東京   | 安田記念           | GI   | 16    | 5     | 9     | 1人  | 1.4    | 01着 | 芝1600m（良） | R1:32.4 | （35.0）   | 武豊     | （ヤエノムテキ）       | 496         |
|        | 06.    | 10     | 阪神   | 宝塚記念           | GI   | 10    | 6     | 6     | 1人  | 1.2    | 02着 | 芝2200m（良） | 02:14.6 | （37.5）   | 岡潤一郎 | オサイチジョージ       | 500         |
|        | 10.    | 28     | 東京   | 天皇賞（秋）       | GI   | 18    | 6     | 12    | 1人  | 2.0    | 06着 | 芝2000m（良） | 01:58.9 | （36.6）   | 増沢末夫 | ヤエノムテキ           | 500         |
|        | 11.    | 25     | 東京   | ジャパンC          | GI   | 15    | 4     | 7     | 4人  | 7.3    | 11着 | 芝2400m（良） | 02:24.1 | （35.4）   | 増沢末夫 | ベタールースンアップ   | 496         |
|        | 12.    | 23     | 中山   | 有馬記念           | GI   | 16    | 4     | 8     | 4人  | 5.5    | 01着 | 芝2500m（良） | 02:34.2 | （35.2）   | 武豊     | （メジロライアン）     | 494         |

- タイム欄のRはレコード勝ちを示す。
- 枠番・馬番の太字は単枠指定を示す。

### 種牡馬成績
産駒は1994年にデビューし、初年度産駒のオグリワン、アラマサキャップが中央競馬の重賞で2着し期待されたが、中央競馬の重賞優勝馬を出すことはできず、リーディングサイアーでは最高成績が105位（中央競馬と地方競馬の総合）、血統登録された産駒は342頭であった。

#### 主な産駒
- フルミネート - サラブレッド系3歳優駿。後に馬術競技馬「ワダルコ」となる[225]。
- アラマサキャップ - クイーンステークス2着。孫にアイビスサマーダッシュの勝ち馬ラインミーティアがいる。
- オグリワン - ききょうステークス、小倉3歳ステークス2着。
- ノーザンキャップ - 中央競馬3勝、種牡馬。産駒のクレイドルサイアーが種牡馬登録されている。
- オグリエンゼル - 地方競馬27勝、如月賞
- アンドレアシェニエ - 地方競馬14勝、オグリキャップ産駒最後の現役競走馬。2012年7月死亡[205]。
- ミンナノアイドル - オグリキャップ最後の産駒[226]。母グレイスクイン。馬主はローレルクラブ。
- Rocks Rule - 母のワカシラユキがアイルランドで出産。2010年3月9日、イギリスニューカッスル競馬場の障害馬用の平地競走で初出走初勝利[227][228]。

#### 子孫
唯一の後継種牡馬ノーザンキャップの産駒であるクレイドルサイアーが2013年に種牡馬登録されており、父系としてはかろうじて存続している。ノーザンキャップはクレイドルファームで種牡馬入りしたが生涯の種付け頭数はわずか2頭のみであり、そのうち1頭は不受胎となったため、クレイドルサイアーが唯一の産駒である。クレイドルサイアーは2戦してどちらも大敗、そのまま引退となったがその10年後となる2013年に突如種牡馬登録され、生まれ故郷のクレイドルファームに繋養された。クレイドルサイアーは2019年に5頭に種付けをしており、そのうちの1頭であるフォルキャップが2022年6月2日に門別競馬場でデビュー（4着）。同年9月29日には同競馬場で初勝利を挙げた。
繁殖入りした牝馬も少なく、34頭しかいない。2017年にラインミーティア（父メイショウボーラー、母の母の父がオグリキャップ）がアイビスサマーダッシュを勝利し、オグリキャップの血を引く馬としては初めて重賞を制覇した。しかし、34頭のうち産駒が繁殖牝馬となった馬もほとんどおらず、オグリキャップの血を引く繁殖牝馬は急激に減少している。
2020年10月にホワイトシスネ（母キョウワスピカ、母父オグリキャップ）がホッカイドウ競馬を登録抹消となり一旦はオグリキャップの孫世代の現役競走馬がいなくなった。その後、2021年4月にミンナノアイドルの産駒であるミンナノヒーロー（父ゴールドアリュール、母父オグリキャップ）が岩手競馬でデビュー。2021年5月に初勝利し、その後通算3勝目を挙げたが、同年7月20日の盛岡競馬第8競走で故障し、左第1指関節開放脱臼のため予後不良となり死亡した。
2021年6月19日、ミンナノアイドルの産駒であるレディアイコ（父モーリス、母父オグリキャップ）がJRAでデビューした（16着）。その後、岩手競馬を経て笠松競馬へ移籍したが調教中に骨折をして引退。身体が小さく繁殖入りも難しいということでヴェルサイユリゾートファームで功労馬として繋養されることになった。

## 特徴・評価

### 知能・精神面に関する特徴・評価
ダンシングキャップ産駒の多くは気性が荒いことで知られていたが、オグリキャップは現3歳時に調教のために騎乗した河内洋と岡部幸雄が共に古馬のように落ち着いていると評するなど、落ち着いた性格の持ち主であった。オグリキャップの落ち着きは競馬場でも発揮され、パドックで観客の歓声を浴びても動じることがなく、ゲートでは落ち着き過ぎてスタートが遅れることがあるほどであった。岡部幸雄は1988年の有馬記念のレース後に「素晴らしい精神力だね。この馬は耳を立てて走るんだ。レースを楽しんでいるのかもしれない」と語り、1990年の有馬記念でスローペースの中で忍耐強く折り合いを保ち続けて勝利したことについて、「類稀なる精神力が生んだ勝利だ」と評したが、オグリキャップと対戦した競走馬の関係者からもオグリキャップの精神面を評価する声が多く挙がっている。オグリキャップに携わった者からは学習能力の高さなど、賢さ・利口さを指摘する声も多い。

### 身体面に関する特徴・評価
オグリキャップはパドックで人を引く力が強く、中央競馬時代は全レースで厩務員の池江と調教助手の辻本が2人で手綱を持って周回していた。さらに力が強いことに加えて柔軟性も備えており、「普通の馬なら絶対に届かない場所」で尻尾の毛をブラッシングしていた厩務員の池江に噛みついたことがある。南井克巳と武豊は共に、オグリキャップの特徴として柔軟性を挙げている。
笠松在籍時の厩務員の塚本勝男は3歳時のオグリキャップを初めて見たとき、腿の内側に力があり下半身が馬車馬のようにガッシリしているという印象を受けたと述べている。最も河内洋によると、中央移籍当初のオグリキャップは前脚はしっかりしていたというものの、後脚がしっかりとしていなかった。河内はその点を考慮して後脚に負担をかけることを避けるためにゆっくりとスタートする方針をもって騎乗したため、後方からレースを進めることが多かったが、ニュージーランドT4歳Sに出走した際には後脚がかなりしっかりとしていたという。河内は後に「小さな競馬場でしか走ることを知らなかったオグリに、中央の広いコースで走ることを教え込んだのはワシや」と述べている。
オグリキャップの体力面について、競馬関係者からは故障しにくい点や故障から立ち直るタフさを評価する声が挙がっている。輸送時に体重が減りにくい体質でもあり、通常の競走馬が二時間程度の輸送で6キロから8キロ体重が減少するのに対し、1988年の有馬記念の前に美浦トレーニングセンターと中山競馬場を往復した上に同競馬場で調教を行った際に2キロしか体重が減少しなかった。オグリキャップは心臓や消化器官をはじめとする内臓も強く、普通の馬であればエンバクが未消化のまま糞として排出されることが多いものの、オグリキャップはエンバクの殻まで隈なく消化されていた。安藤勝己は、オグリキャップのタフさは心臓の強さからくるものだと述べている。獣医師の吉村秀之は、オグリキャップは中央競馬へ移籍してきた当初からスポーツ心臓を持っていたと証言している。

### 走行・レースぶりに関する特徴・評価
オグリキャップは走行時に馬場を掻き込む力が強く、その強さは調教中に馬場の地面にかかとをこすって出血したり、蹄鉄の磨滅が激しく頻繁に打ち替えられたために蹄が穴だらけになったことがあったほどであった。なお、栗東トレーニングセンター競走馬診療所の獣医師松本実は、5歳時に発症した右前脚の繋靭帯炎の原因を、生まれつき外向していた右脚で強く地面を掻き込むことを繰り返したことにあると分析している。
笠松在籍時の調教師鷲見昌勇は、調教のためにオグリキャップに騎乗した経験がある。その時の印象について鷲見は「筋肉が非常に柔らかく、フットワークにも無駄がなかった。車に例えるなら、スピードを上げれば重心が低くなる高級外車みたいな感じだよ」と感想を述べている。乗り味についても「他馬が軽トラックなら、（オグリキャップは）高級乗用車だ」と評し、「オグリキャップは全身がバネ。キャップが走ったらレースにならんて」と発言したこともある。笠松時代のオグリキャップに騎乗した青木達彦は、「オグリキャップが走った四脚の足跡は一直線だった。軽いキャンターからスピードに乗るとき、ギアチェンジする瞬間の衝撃がすごかった」と述べている。オグリキャップは肢のキック力が強く、瞬発力の強さは一回の蹴りで前肢を目いっぱいに延ばし、浮くように跳びながら走るため、この走法によって普通の馬よりも20から30センチ前に出ることができた。一方で入厩当初は右前脚に骨膜炎を発症しており「馬場に出ると怖くてよう乗れん」という声もあった。
オグリキャップは首を良く使う走法で、沈むように首を下げ、前後にバランスを取りながら地面と平行に馬体を運んでいく走りから、笠松時代から「地を這う馬」と形容されることがあった。安藤勝己は秋風ジュニアのレース後、「重心が低く、前への推進力がケタ違い。あんな走り方をする馬に巡り会ったのは、初めて」と思ったという。瀬戸口勉もオグリキャップの走り方の特徴について、重心と首の位置が低いことを挙げている。
河内洋はオグリキャップのレースぶりについて、スピードタイプとは対照的な「グイッグイッと伸びる力タイプ」と評し、騎乗した当初からオグリキャップは「勝負所になると自ら上がっていくような感じで、もうオグリキャップ自身が競馬を知っていた」と述べている。また「一生懸命さがヒシヒシ伝わってくる馬」、「伸びきったかな、と思って追うと、そこからまた伸びてきよる」、「底力がある」とする一方、走る気を出し過ぎるところもあったとしている。一方でGIクラスを相手にした時のオグリキャップは抜け出すまでにモタつく面があるため多頭数のレースだとかなり不安が残る馬と分析し、「直線の入り口でスーッと行ける脚が欲しい」と要望していた。
河内の次に主戦騎手を務めた南井克巳は、オグリキャップを「力そのもの、パワーそのものを感じさせる馬」「どんなレースでもできる馬」「レースを知っている」と評し、1989年の毎日王冠のレース後には「この馬の勝負根性には本当に頭が下がる」と語った。同じく主戦騎手を務めたタマモクロスとの比較については「馬の強さではタマモクロスのほうが上だったんじゃないか」と語った一方で、「オグリキャップのほうが素直で非常に乗りやすい」と述べている。オグリキャップ引退後の1994年に自身が主戦騎手となってクラシック三冠を制したナリタブライアンにデビュー戦の直前期の調教で初めて騎乗した際には、その走りについて加速の仕方がオグリキャップに似ていると感じ、この時点で「これは走る」という感触を得ていたと述べている。
武豊によるとオグリキャップは右手前で走ることが好きで、左回りよりも右回りのコースのほうがスムーズに走れた。またコースの左右の回りを問わず、内側にもたれる癖があった。
野平祐二はオグリキャップの走り方について、「弾力性があり、追ってクックッと伸びる動き」が、自身が調教師として管理したシンボリルドルフとそっくりであると評した。
オグリキャップは休養明けのレースで好成績を挙げている。南井克巳はその理由として、オグリキャップはレース時には正直で手抜きを知らない性格であったことを挙げ、「間隔をあけてレースを使うとすごい瞬発力を発揮する」と述べている。一方で南井は、レース間隔が詰まると逆に瞬発力が鈍るとも述べている。
オグリキャップの距離適性について、河内は本来はマイラーであると述べている。毎日杯のレース後には「距離の2000mもこなしましたが、この馬に一番の似合いの距離は、前走のペガサスステークスのような1600メートル戦じゃないかな」とコメントし、「マイル戦では無敵だよ」と発言したこともある。同じく主戦騎手を務めていたサッカーボーイとの比較においては、「1600mならオグリキャップ、2000mならサッカーボーイ」と述べている。岡部幸雄はベストは1600mで2500mがギリギリとし、瀬戸口勉は1988年の有馬記念に出走する前には血統からマイラーとみていたため、「2500mは長いのではないか」と感じ、後にベストの条件は1600mとし、マイル戦においては無敗だったため「マイルが一番強かったんじゃないかな」と述べている。競馬評論家の山野浩一は1989年のジャパンカップを世界レコードタイムで走った事を根拠に「オグリキャップをマイラー・タイプの馬と決めつけることはできない」と述べ、大川慶次郎は一見マイラーだが頭がよく、先天的なセンスに長けていたため長距離もこなせたと分析している。なお、父のダンシングキャップは一般的に「ダートの短距離血統」という評価をされていた。

### 総合的な評価
鷲見昌勇はオグリキャップが3歳の時点で「五十年に一頭」「もうあんなにすごい馬は笠松からは出ないかもしれない」と述べている。安藤勝己は初めて調教のためにオグリキャップに騎乗したとき、厩務員の川瀬に「どえらい馬だね。来年は間違いなく東海ダービーを取れる」と言った。安藤のオグリキャップに対する評価は高く、3歳の時点で既に「オグリキャップを負かすとすればフェートノーザンかワカオライデンのどちらか」と考えていた。
河内洋は初めて騎乗したペガサスステークスについて「とても長くいい脚を使えたし、これはかなり走りそうだと思ったよ。距離の融通も利きそうだったしね」と回顧し、ニュージーランドトロフィー4歳ステークスのレース後に古馬との比較について問われた際、キャリアの違いはあったものの「この馬も相当の器だよ」とコメントした。自身が騎乗した4歳時のジャパンカップまではGIで勝利を挙げられなかったものの、次走の第33回有馬記念以降から長く厳しいレースをしながら最後まで丈夫に走り続けたことについて、「本当に野武士のような馬だったね」と述べている。
第33回有馬記念で騎乗した岡部幸雄は、オグリキャップとシンボリルドルフとを比較し、力を出す必要のない時に手を抜いて走ることができるかどうかの点で「オグリキャップは他の馬よりはそれができるけれど、ルドルフと比べるとまじめ過ぎる感じ」という評価を下し、また2000mから2200mがベスト距離のシンボリルドルフがオグリキャップのベスト距離である1600mで戦った場合についても、調教を通して短距離のペースに慣れさせることで勝つだろうと述べた。ただし岡部幸雄はオグリキャップの能力や環境の変化にすぐに馴染める精神力のタフさを高く評価し、アメリカでも必ず通用するとしてアメリカ遠征を強く勧めた。
南井克巳は初めて騎乗した京都4歳特別についてこの時にも強いと感じたが、オールカマーで騎乗した際には「本当に強い馬だなと感じましたね。とにかく力が抜けていました」と回顧し、自身が騎乗したレースの中で最も強さが出ていたレースとしてオールカマーを挙げている。自身がオグリキャップに騎乗したことについては「自分にとっても勉強になったし、瀬戸口先生がああいう馬を作られたことがすごいと思います」、「いろんないい馬に乗せていただきましたが、あれだけの馬に乗せてもらえて本当に良かったですよ」と述べている。
武豊は自身が騎乗するまでのオグリキャップに対して「にくいほど強い存在でしたし、あこがれの存在でもありました」と述べ、初めてコンビを組んだ安田記念は「自分でも乗っていて、ビックリするというか、あきれるくらいの強さでした」「当時海外遠征のプランもあったんですが、これなら十分通用するなという気持ちがありました」と回顧し、「どんな条件でも力を発揮するわけですから、競走馬としての総合能力は相当高かったと思います」と総評した。オグリキャップが自身に与えた影響についても「競馬の素晴らしさ、騎手という職業のすばらしさを感じさせてくれた馬です。オグリキャップに乗ることができたのは、自分にとって大きな財産です」と述べている。
大川慶次郎は、フジテレビが放送した第35回有馬記念の最後の直線でメジロライアンの競走馬名を連呼したことから競馬ファンからオグリキャップが嫌いだったのかと思われることもあったというが、本人はこれを否定し、同馬を「顕彰馬の中でもトップクラスの馬」、「戦後、5本の指に入るほど、魅力的な馬」と評した。
競馬評論家の合田直弘は、日本国外においてアイドル的人気を博した競走馬との比較において「底辺から這い上がった馬である」「力量抜群ではあったが、一敗地にまみれることも少なくなかった」「最後の最後に極上のクライマックスが用意されていた」点で、オグリキャップに匹敵するのはシービスケットただ一頭であると述べている。

### 投票における評価
競馬ファンによる評価をみると、2000年にJRAが行った「20世紀の名馬大投票」において2万7866票を獲得して第3位、2010年にJRAが行った「未来に語り継ぎたい不滅の名馬たち」では第4位、2015年・2024年にJRAがそれぞれ行った「未来に語り継ぎたい名馬BEST100」では両年度ともに第3位に選ばれている。「未来に語り継ぎたい名馬BEST100」にランクインした各馬のベストレースの投票においては、オグリキャップは第35回有馬記念が投票率73.6%を記録してベストレースに選ばれた。
競馬関係者による評価をみると、雑誌『Sports Graphic Number』1999年10月号が競馬関係者を対象に行った「ホースメンが選ぶ20世紀最強馬」では第12位であった（第1位はシンザン）。同誌が同じく競馬関係者を対象に行った「最強馬アンケート 私が手がけた馬編」では瀬戸口のみがオグリキャップを挙げ、瀬戸口は「私の誇りです。」とコメントした。またシンザン、ハイセイコー、シンボリルドルフと共に、その時代に輝いた四大スーパーホースの1頭に選ばれている。2004年に『優駿』が行った「THE GREATEST 記憶に残る名馬たち」という特集の「年度別代表馬BEST10」において、オグリキャップは1980年代部門の第1位に選ばれた。
競馬関係者に競馬ファンの著名人を加えた評価では、雑誌『優駿増刊号 TURF』が1991年に行ったアンケートでは「マイラー部門」で第1位、「最強馬部門」で第5位（第1位はシンボリルドルフ）、「思い出の馬部門」で第2位（第1位はテンポイント）に選ばれている。また、日本馬主協会連合会が史誌『日本馬主協会連合会40年史』（2001年）の中で、登録馬主を対象に行ったアンケートでは、「一番印象に残る競走馬」の部門で第1位を獲得、「一番印象に残っているレース」の部門でも、ラストランの第35回有馬記念が第38回有馬記念（トウカイテイオー優勝）と同率での第1位（504票中19票）に選ばれた。「一番の名馬」部門では第5位（第1位はシンザン）、「一番好きな競走馬」部門では第9位（第1位はハイセイコー）だった。

### 競走馬名および愛称・呼称
競走馬名「オグリキャップ」の由来は、馬主の小栗が使用していた冠名「オグリ」に父ダンシングキャップの馬名の一部「キャップ」を加えたものである。
同馬の愛称としては「オグリ」が一般的だが、女性ファンの中には「オグリちゃん」、「オグリン」と呼ぶファンも存在し、その他「怪物」「新怪物」「白い怪物」「芦毛の怪物」と呼ばれた。またオグリキャップは前述のように生来食欲が旺盛で、「食べる競走馬」とも呼ばれた。

## 人気

### 概要
競走馬時代のオグリキャップの人気の高さについて、ライターの関口隆哉は「シンボリルドルフを軽く凌駕し」、「ハイセイコーとも肩を並べるほど」と評している。また岡部幸雄は「ハイセイコーを超えるほど」であったとしている（ハイセイコー#人気（ハイセイコーブーム）も参照）。
オグリキャップが人気を得た要因についてライターの市丸博司は、「地方出身の三流血統馬が中央のエリートたちをナデ斬りにし、トラブルや過酷なローテーションの中で名勝負を数々演じ、二度の挫折を克服」したことにあるとし、オグリキャップは「ファンの記憶の中でだけ、本当の姿で生き続けている」「競馬ファンにもたらした感動は、恐らく同時代を過ごした者にしか理解できないものだろう」と述べ、山河拓也も市丸と同趣旨の見解を示している。斎藤修は、日本人が好む「田舎から裸一貫で出てきて都会で名をあげる」という立身出世物語に当てはまったことに加え、クラシックに出走することができないという挫折や、タマモクロス、イナリワン、スーパークリークというライバルとの対決がファンの共感を得たのだと分析している。お笑い芸人の明石家さんまは雑誌『サラブレッドグランプリ』のインタビューにおいて、オグリキャップについて「マル地馬で血統も良くない。それが中央に来て勝ち続ける。エリートが歩むクラシック路線から外されてね。ボクらみたいにイナカから出てきて東京で働いているもんにとっては希望の星ですよ」と述べている。
須田鷹雄は中央移籍3戦目のNZT4歳Sを7馬身差で圧勝して大きな衝撃を与えたことでオグリキャップは競馬人気の旗手を担うこととなったとし、その後有馬記念を優勝したことで競馬ブームの代名詞的存在となったと述べている。江面弘也は、5歳初戦のオールカマーでオグリキャップがパドックに姿を現しただけで拍手が沸き起こったことを振り返り、「後になって思えば、あれが『オグリキャップ・ブーム』の始まりだった」と回顧している。阿部珠樹は「オグリキャップのように、人の気持ちをグイグイ引っ張り、新しい場所に連れて行ってくれた馬はもう出ないのではないだろうか」と述べている。
調教師の瀬戸口勉は後に「自分の厩舎の馬だけではなく、日本中の競馬ファンの馬でもあった」と回顧し、オグリキャップが高松宮杯を勝ってからファンが増えていったことで「ファンの馬」と感じるようになったという。瀬戸口はオグリキャップはとにかく一生懸命に走ったことで、その点人気があったのではないかと述べている。また、映画『学校』では、登場人物が教室でオグリキャップを熱弁するシーンがある。

### 第二次競馬ブームとの関係
オグリキャップの人気は、ほぼ同時期にデビューした騎手の武豊の人気、JRAのCMによるイメージ戦略、およびバブル景気との相乗効果によって競馬ブームを巻き起こしたとされる。このブームは「第二次競馬ブーム」と呼ばれ、競馬の世界を通り越した社会現象と評されている。
第二次競馬ブームとオグリキャップの関係について、大川慶次郎は「競馬ブームを最終的に構築したのはオグリキャップだ」と評している。ライターの瀬戸慎一郎は、第二次競馬ブームの主役がオグリキャップであったのはいうまでもない、と述べている。

### 馬券売り上げ・入場者数の増加
オグリキャップが中央競馬移籍後に出走したレースにおける馬券の売上額は、20レース中17レースで前年よりも増加し、単勝式の売上額は全てのレースで増加した。また、オグリキャップが出走した当日の競馬場への入場者数は、16レース中15レースで前年よりも増加した。中央競馬全体の年間の馬券売上額をみると、オグリキャップが笠松から移籍した1988年に2兆円に、引退した1990年に3兆円に、それぞれ初めて到達している。
なお、1988年の高松宮杯では馬券全体の売り上げは減少したものの、オグリキャップとランドヒリュウの枠連は中京競馬場の電光掲示板に売上票数が表示できないほどの売上額を記録した。第35回有馬記念では同年の東京優駿の売上額の397億3151万3500円を上回ってJRAレコードとなる480億3126万2100円を記録した。
オグリキャップ自身は出走した32レースのうち27レースで単勝式馬券の1番人気に支持された。なお、中央競馬時代には12回単枠指定制度の適用を受けている。
第35回有馬記念のパドックにおいては47本の応援幕が張られたが、その中でもオグリキャップへの応援幕は20本張られ、全本数、1頭の馬が張り出した本数は共に史上最多を記録した。

### 関連グッズ
第二次競馬ブーム期を中心にオグリキャップの人気に便乗する形で、様々な関連グッズが発売された。代表的なものはぬいぐるみで、オグリキャップの2代目の馬主であった佐橋が経営する会社が製造および販売を行い、大ヒット商品となった。初めてぬいぐるみが発売されたのは1989年の秋で、発売されてすぐに売り切れとなった。価格は、最も小柄な20センチメートルほどの商品で2000円、最も大きなサイズは4万円に設定された。売り上げは1989年10月の発売開始以降の1年間で160万個、金額に換算して60億円を記録し、最終的には300万個、クレーンゲーム用のものを含めると1100万個に及んだ。その後、競走馬のぬいぐるみは代表的な競馬グッズのひとつとなった（日本の競馬を参照）。ライターの山本徹美は、ぬいぐるみのブームが従来馬券愛好家が構成していた競馬ファンに騎手や競走馬を応援するために競馬場を訪れる層や女性ファンを取り込んだとしている。ぬいぐるみの他にも様々なグッズが発売されたが、売れ行きは全てのグッズも好調だった。
オグリキャップ没後の2022年10月、笠松競馬での冠レース「第1回オグリキャップ記念」に合わせて、カップ酒「オグリカップ」がお披露目された。笠松と同じ岐阜県の海津市にある酒販店の店主が、馬主だった小栗孝一との生前の約束を実現させたもので、製造は新澤醸造店（宮城県）に委託した。

### 女性ファン
『朝日新聞』のコラム『天声人語』はオグリキャップを「女性を競馬場に呼び込んだ立役者」と評している。競馬場においてはオグリキャップのぬいぐるみを抱いた若い女性が闊歩する姿が多くみられるようになり、パドックで女性ファンから厩務員の池江に声援が飛ぶこともあった。オグリキャップのファンの女性は「オグリギャル」と呼ばれた。

### 第35回有馬記念優勝後の人気
第35回有馬記念優勝後のオグリキャップは「日ごろ競馬とは縁がないアイドルタレントたちも、その走りを賛美するコメントをテレビ番組で口にし」「競馬に興味を持たない主婦たちでさえその名を知る」存在となった。当時の状況について競馬評論家の石川ワタルは、「あの頃が日本の競馬全盛時代だったのではないか。今後二度と訪れることのないような至福の競馬黄金時代だったのではないか」と回顧している。
一方で須田鷹雄は、優勝後の騒ぎが「オグリキャップの起こした奇跡を台なしに」してしまい、「それから後に残ったのは、虚像としてのオグリキャップだけではないか」としている。また山河拓也は「『オグリ＝最後の有馬記念』みたいな語り方をされると、ちょっと待ってくれと言いたくなる」と述べている。武豊は1998年に受けたインタビューにおいて、同レースが「奇蹟」などと言われていることについて、「こんな言い方は失礼かもしれないけど、オグリよりも、あの時（翌1991年の有馬記念）のダイユウサクの脚のほうが『奇蹟』でしょう」と述べている。
第35回有馬記念はNHKとフジテレビが生放送し、ビデオリサーチの発表によると視聴率はそれぞれ11.7%と9.6%だった。前年の有馬記念はNHKが16.2%、フジテレビが10.4%を記録していたが、2局合わせた番組占拠率は50.3%を記録した。

### 関連作品
- オグリの子 - 阿部夏丸による小説。オグリキャップブームの後日談を描く。NHKの『ドラマ愛の詩』枠でテレビドラマ化。
- 学校
- ウマ娘 シンデレラグレイ - 競走馬を擬人化したゲームアプリ『ウマ娘 プリティーダービー』のスピンオフとして、オグリキャップを主人公に据えた漫画作品。2025年テレビアニメ化。

## 騎手
オグリキャップの騎手は何度も交替した。以下、オグリキャップに騎乗した主な騎手と騎乗した経緯について記述する。
安藤勝己
デビュー当初のオグリキャップには高橋一成（鷲見厩舎の所属騎手）と青木達彦が騎乗していたが、6戦目のレースではいずれも騎乗することができなかったため、当時笠松競馬場のリーディングジョッキーであった安藤が騎乗し、以降は安藤がオグリキャップの主戦騎手を務めた。安藤はオグリキャップに騎乗した中でもっとも思い出に残るレースとして、楽に勝たせようと思い早めに先頭に立った結果オグリキャップが気を抜いてマーチトウショウとの競り合いになり、目一杯に追う羽目になった7戦目のジュニアクラウンを挙げている。1990年のジャパンカップで川崎競馬場所属の騎手河津裕昭がイブンベイに騎乗すると聞き、佐橋に対しオグリキャップへの騎乗を申し入れたが実現しなかった。安藤は後にJRAへ移籍したが、「オグリキャップがいたから中央競馬が地方馬にGI開放とかそういう流れになっていったんじゃないかと思いますし、（自身の中央移籍への道を作ってくれたのも）オグリキャップのお陰だと思っています」と述べ、自身にとってのオグリキャップの存在についても「自分の未来を切り開いてくれた馬だと思います。とても感謝しています」と述べている。
河内洋
オグリキャップが中央競馬へ移籍した当初の主戦騎手。当時の馬主の佐橋の強い意向によりペガサスステークスに騎乗し、同年のジャパンカップまで主戦騎手を務めた。同年の有馬記念では、佐橋の意向により岡部幸雄に騎乗依頼が出され、それ以降、オグリキャップに騎乗することはなかった。河内は自身が騎乗したレースで最も印象に残っているレースとしてニュージーランドT4歳Sを挙げている。
岡部幸雄
1988年の有馬記念で佐橋の意向から騎乗依頼を受け「一回だけ」という条件付きで依頼を引き受けた。後に佐橋からオグリキャップを購入した近藤俊典が騎乗依頼を出したが、了解を得ることはできなかった。その一因は、クリーンなイメージを大切にする岡部が佐橋の脱税問題が取りざたされたオグリキャップへの騎乗を嫌ったことにあるとされている。調教師の高松邦男は、オグリキャップに騎乗した騎手の中で岡部がもっとも馬にフィットした乗り方をしたと評した。岡部は有馬記念前に騎乗依頼を受けた際、「西（栗東）の馬はよくわからないから」と一度は婉曲に断っていたが、オグリキャップが引退して一年余り経ったときに、「僕はオグリキャップには乗ってみたかったんですよ。ひと口に強い馬といってもいろいろ癖がありますから。どんな馬か知りたかったですしね」とオグリキャップへの騎乗に興味を持っていたことを明かしている。
南井克巳
1988年の京都4歳特別に、河内洋の代役として騎乗した。翌1989年には前述のように岡部が近藤からの騎乗依頼を断った後で瀬戸口から騎乗依頼を受け、主戦騎手を務めた。1990年はバンブービギンに騎乗することを決断し、自ら降板を申し出た。1989年の第34回有馬記念における騎乗について野平祐二と岡部は南井の騎乗ミスを指摘した。南井は有馬記念の騎乗について、オグリキャップの調子が悪くいつもの末脚を発揮することが難しいため、好位置の楽な競馬で気力を取り戻すことを期待したと説明している。
武豊
1990年にアメリカ遠征が決定した際、武豊が鞍上を務めることが決まったことで陣営は第40回安田記念にも騎乗を依頼し、同レースで騎乗することとなった。この起用は武がオグリキャップと共に第二次競馬ブームの象徴的存在であったことに加え、前年の有馬記念の開催3日前にテレビ番組「森田一義アワー 笑っていいとも!」に出演した際、「オグリキャップは何を考えているかわからないところがあって、嫌いです」と発言していたことで話題となり、激しく反発するファンも現れた。武は第31回宝塚記念でスーパークリークに騎乗することを選択し、さらにオグリキャップの海外遠征が中止となったことでコンビ解消となったが、当初第35回有馬記念で騎乗予定だったスーパークリークが故障により引退したため、再びオグリキャップに騎乗した。武は平成三強全てに騎乗した経験を持つが、三頭の中で好みのタイプを挙げるとすればスーパークリークだと答えている。武は第35回有馬記念について、「有馬記念を勝ったとたん、アンチが一気に減った。オグリが、敵を味方にしてくれた感じですね」と述べ、「それまで僕の技術を認めてなかったファンやマスコミの評価が変わったのも感じますね」と語った。オグリキャップについては、「あの馬、強かったけど、一度走らなくなって最後に勝ったりとか、ずるいね。まるで自分で演出していたような（笑）」と評している。有馬記念での武の騎乗については、安藤勝己と同期騎手の蛯名正義が高く評価している。前述のように1990年のジャパンカップ後にオグリキャップはこのまま引退すべきとの声が多く上がり、近藤俊典に対する脅迫状がJRAに届く事態までに発展したが、近藤はオグリキャップの引退後に第35回有馬記念における鞍上の選定について、「とりあえず最後だからね。増さんに乗ってもらうのも分かっていたけど、豊くんで負ければ納得いくんじゃないかと思って…」と語り、もし鞍上が武で決まらなかった場合は内心オグリキャップを有馬記念に出走させずに引退させようと思っていたことを明かしている。
岡潤一郎
1990年の宝塚記念で、前走の安田記念に騎乗した武がスーパークリークに騎乗し、南井がヨーロッパへ研修旅行に出たことを受けて近藤が騎乗依頼を出した。宝塚記念において必要以上に手綱を緩め、その結果第3コーナーから第4コーナーにかけて手前を右手前に変えるべきであったのに左手前のまま走らせたこと、第4コーナーで外に膨れて走行したオグリキャップに鞭を入れた際、左から入れるべきであったのに右から入れたことを問題視する向きもあった。なお、近藤と岡はともに北海道浦河高等学校に在籍した経験を持つ。岡は3年後の1993年に落馬事故で死去している。
増沢末夫
1990年の天皇賞（秋）およびジャパンカップに騎乗した。当時の馬主である近藤俊典は、増沢が非常に可愛がられていた馬主・近藤ハツ子の甥であり、増沢が若手騎手の頃から面識があった。前述のように、安藤勝己、青木達彦、渡瀬夏彦は増沢とオグリキャップとの相性は良くなかったという見解を示している。一方、瀬戸口は「増沢騎手には本当に気の毒な思いをさせました。済まなかったと思います。あれほどの騎手に、オグリがいちばん体調がよくない時に乗ってもらったんですから」と、増沢を庇う言葉を残している。

## 血統

### 血統的背景
父・ダンシングキャップの種牡馬成績はさほど優れていなかったため、オグリキャップは「突然変異で生まれた」、もしくは「（2代父の）ネイティヴダンサーの隔世遺伝で生まれた競走馬である」と主張する者もいた。一方で血統評論家の山野浩一は、ダンシングキャップを「一発ある血統」と評し、ネイティヴダンサー系の種牡馬は時々大物を出すため、「オグリキャップに関しても、そういう金の鉱脈を掘り当てたんでしょう」と分析している。
母・ホワイトナルビーは現役時代は笠松で4勝を挙げ、産駒は全て競馬の競走で勝利を収めている（ただしほとんどの産駒は地方競馬を主戦場としていた）。5代母のクインナルビー（父：クモハタ）は1953年の天皇賞（秋）を制している。クインナルビーの子孫には他にアンドレアモン、キョウエイマーチなどの重賞勝ち馬がいる。

### 血統表
| オグリキャップの血統                                  | オグリキャップの血統                                        | オグリキャップの血統      | （血統表の出典）          | （血統表の出典） |
| 父系                                                  | ネイティヴダンサー系                                        | ネイティヴダンサー系      | ネイティヴダンサー系      | [ § 2 ]          |
| 父 *ダンシングキャップ Dancing Cap 1968 芦毛 アメリカ | 父の父Native Dancer 1950 芦毛 アメリカ                      | Polynesian                | Unbreakable               | Unbreakable      |
| 父 *ダンシングキャップ Dancing Cap 1968 芦毛 アメリカ | 父の父Native Dancer 1950 芦毛 アメリカ                      | Polynesian                | Black Polly               |                  |
| 父 *ダンシングキャップ Dancing Cap 1968 芦毛 アメリカ | 父の父Native Dancer 1950 芦毛 アメリカ                      | Geisha                    | Discovery                 | Discovery        |
| 父 *ダンシングキャップ Dancing Cap 1968 芦毛 アメリカ | 父の父Native Dancer 1950 芦毛 アメリカ                      | Geisha                    | Miyako                    |                  |
| 父 *ダンシングキャップ Dancing Cap 1968 芦毛 アメリカ | 父の母Merry Madcap 1962 Dark Bay or Brownあるいは黒鹿毛     | Grey Sovereign            | Nasrullah                 | Nasrullah        |
| 父 *ダンシングキャップ Dancing Cap 1968 芦毛 アメリカ | 父の母Merry Madcap 1962 Dark Bay or Brownあるいは黒鹿毛     | Grey Sovereign            | Kong                      |                  |
| 父 *ダンシングキャップ Dancing Cap 1968 芦毛 アメリカ | 父の母Merry Madcap 1962 Dark Bay or Brownあるいは黒鹿毛     | Croft Lady                | Golden Cloud              | Golden Cloud     |
| 父 *ダンシングキャップ Dancing Cap 1968 芦毛 アメリカ | 父の母Merry Madcap 1962 Dark Bay or Brownあるいは黒鹿毛     | Croft Lady                | Land of Hope              |                  |
| 母 ホワイトナルビー 1974 芦毛 北海道新冠町            | 母の父*シルバーシャーク Silver Shark 1963 芦毛 アイルランド | Bussion Ardent            | Relic                     | Relic            |
| 母 ホワイトナルビー 1974 芦毛 北海道新冠町            | 母の父*シルバーシャーク Silver Shark 1963 芦毛 アイルランド | Bussion Ardent            | Rose o'Lynn               |                  |
| 母 ホワイトナルビー 1974 芦毛 北海道新冠町            | 母の父*シルバーシャーク Silver Shark 1963 芦毛 アイルランド | Palsaka                   | Palestine                 | Palestine        |
| 母 ホワイトナルビー 1974 芦毛 北海道新冠町            | 母の父*シルバーシャーク Silver Shark 1963 芦毛 アイルランド | Palsaka                   | Masaka                    |                  |
| 母 ホワイトナルビー 1974 芦毛 北海道新冠町            | 母の母ネヴァーナルビー 1969 黒鹿毛                          | *ネヴァービート           | Never Say Die             | Never Say Die    |
| 母 ホワイトナルビー 1974 芦毛 北海道新冠町            | 母の母ネヴァーナルビー 1969 黒鹿毛                          | *ネヴァービート           | Bride Elect               |                  |
| 母 ホワイトナルビー 1974 芦毛 北海道新冠町            | 母の母ネヴァーナルビー 1969 黒鹿毛                          | センジュウ                | *ガーサント               | *ガーサント      |
| 母 ホワイトナルビー 1974 芦毛 北海道新冠町            | 母の母ネヴァーナルビー 1969 黒鹿毛                          | センジュウ                | スターナルビー            |                  |
| 母系(F-No.)                                           | 7号族(FN:7-d)                                               | 7号族(FN:7-d)             | 7号族(FN:7-d)             | [ § 3 ]          |
| 5代内の近親交配                                       | Nasrullah 4×5、Nearco 5×5                                   | Nasrullah 4×5、Nearco 5×5 | Nasrullah 4×5、Nearco 5×5 | [ § 4 ]          |
| 出典                                                  | 1. 2. 3. 4.                                                 | 1. 2. 3. 4.               | 1. 2. 3. 4.               | 1. 2. 3. 4.      |

兄弟
- オグリローマン - 1994年桜花賞優勝馬
- オグリイチバン - オグリキャップの活躍を受けてシンジケートを組まれ種牡馬となった。
- オグリトウショウ - オグリキャップの活躍後に誕生し、デビュー前から話題を集めた。競走馬引退後はオグリイチバンと同様、種牡馬となった。